# Colonización europea de América

Posesiones europeas en América Norteña en la primera mitad del siglo XVIII

Evolución territorial en Centroamérica por Estados-nación no nativos desde 1700 a 2008.

Evolución territorial en Sudamérica por Estados-nación no nativos desde 1700.

La colonización europea de América es parte del ciclo histórico de la expansión europea. Empezó a finales del siglo XV, después de que Cristóbal Colón llegara al continente el 12 de octubre de 1492 bajo las órdenes de la Corona de Castilla. A partir de ahí, los imperios de España, Portugal, y desde comienzos del siglo XVII, Inglaterra (1607), Francia (1604), Países Bajos (1625) o Rusia (1741), conquistaron y colonizaron una gran parte del territorio americano.
Consistió en el proceso de exploración y ocupación de América, sus recursos naturales y su capital humano. Los efectos sobre la población indígena originaria variaron en función de la potencia colonizadora. Los más nocivos fueron el desplazamiento, la desestructuración, la esclavitud y, en ocasiones, incluso el genocidio.
Los imperios Español y Portugués fueron los primeros en realizar la conquista. Los españoles conquistaron, con vocación de permanencia, el sur de Norteamérica, Centroamérica, el área andina de Sudamérica, y el Caribe. España evangelizó, fundó ciudades, implantó una administración occidental y formó una sociedad mestiza.Portugal colonizó de la mayor parte de la franja costera atlántica de la parte norte de América del Sur. 
Posteriormente, en Norteamérica, Francia colonizó el norte y su costa atlántica fue colonizada por el imperio Neerlandés primero e Inglés después. El control de las islas de las Antillas Menores cambiaría de manos sucesivamente entre las naciones europeas, incluyendo Dinamarca o Suecia. Además, el imperio Ruso colonizó el noroeste de Norteamérica.
En la actualidad la influencia directa europea se mantiene con la soberanía o dependencia de algunos países como Guyana Francesa, Islas Caimán, Groenlandia o Curazao. Además, la influencia europea se mantiene con alianzas políticas como la Commonwealth y los partidos comunistas con soberanía en Cuba y en el gobierno de otros países.

## Colonización europea anterior alsigloXV

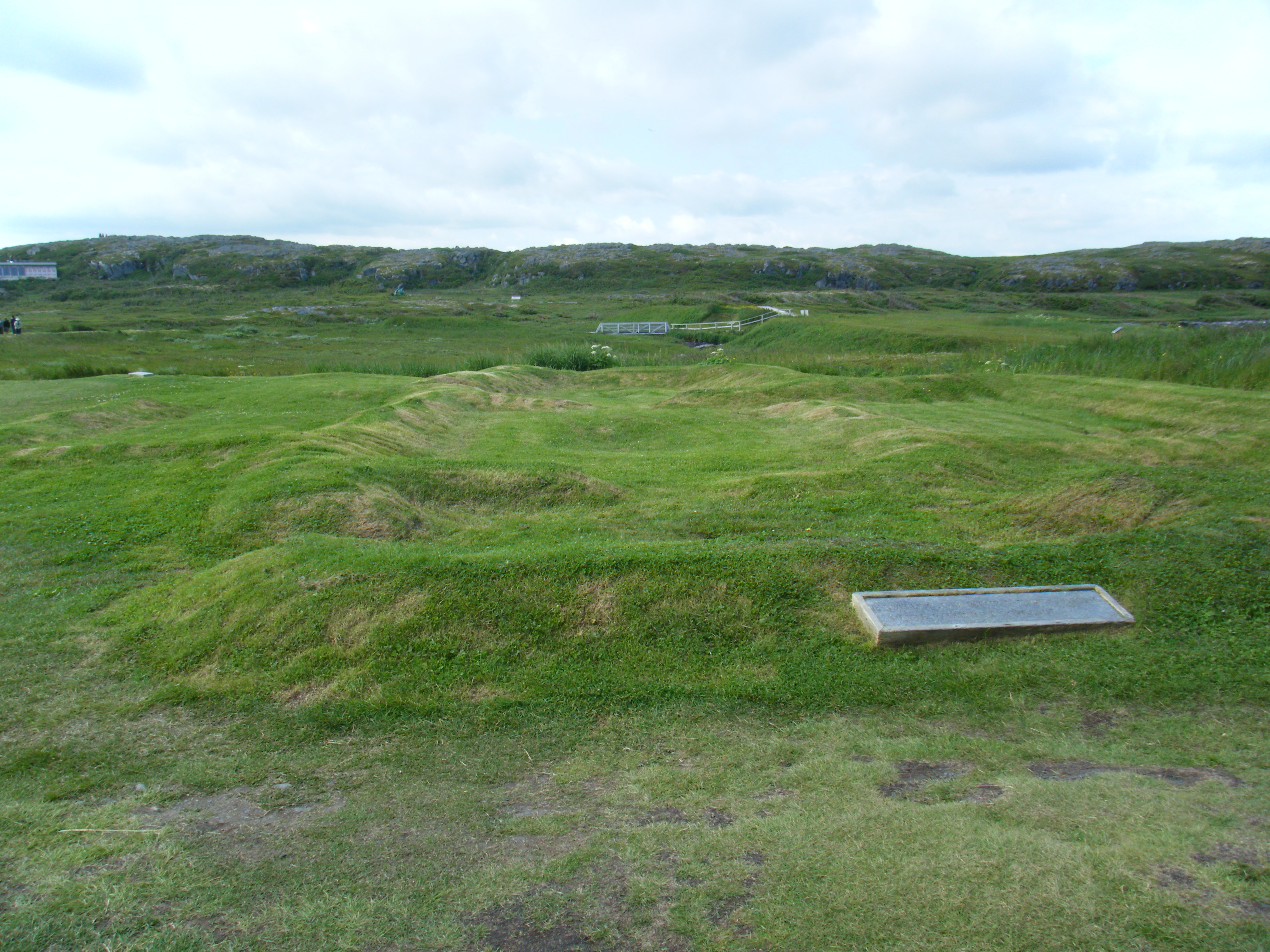
Sitio arqueológico de L´Anse aux Meadows (siglo) en Terranova (Canadá)

La primera colonización europea en el continente americano se circunscribió a las colonias groenlandesas bajo soberanía noruega del siglo X abandonadas en el siglo XV, que se extendieron hasta el efímero L'Anse aux Meadows del siglo XI, en Terranova (Canadá).

## Colonización española

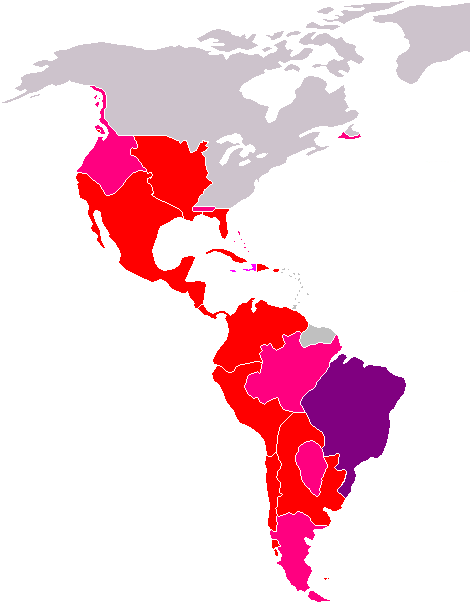
Conjunto de los territorios americanos que en algún momento formaron parte del Imperio español.

España, a lo largo de cuatrocientos años, ejerció la más notable influencia dentro de la colonización europea de América en cuanto a extensión, población y asimilación cultural.

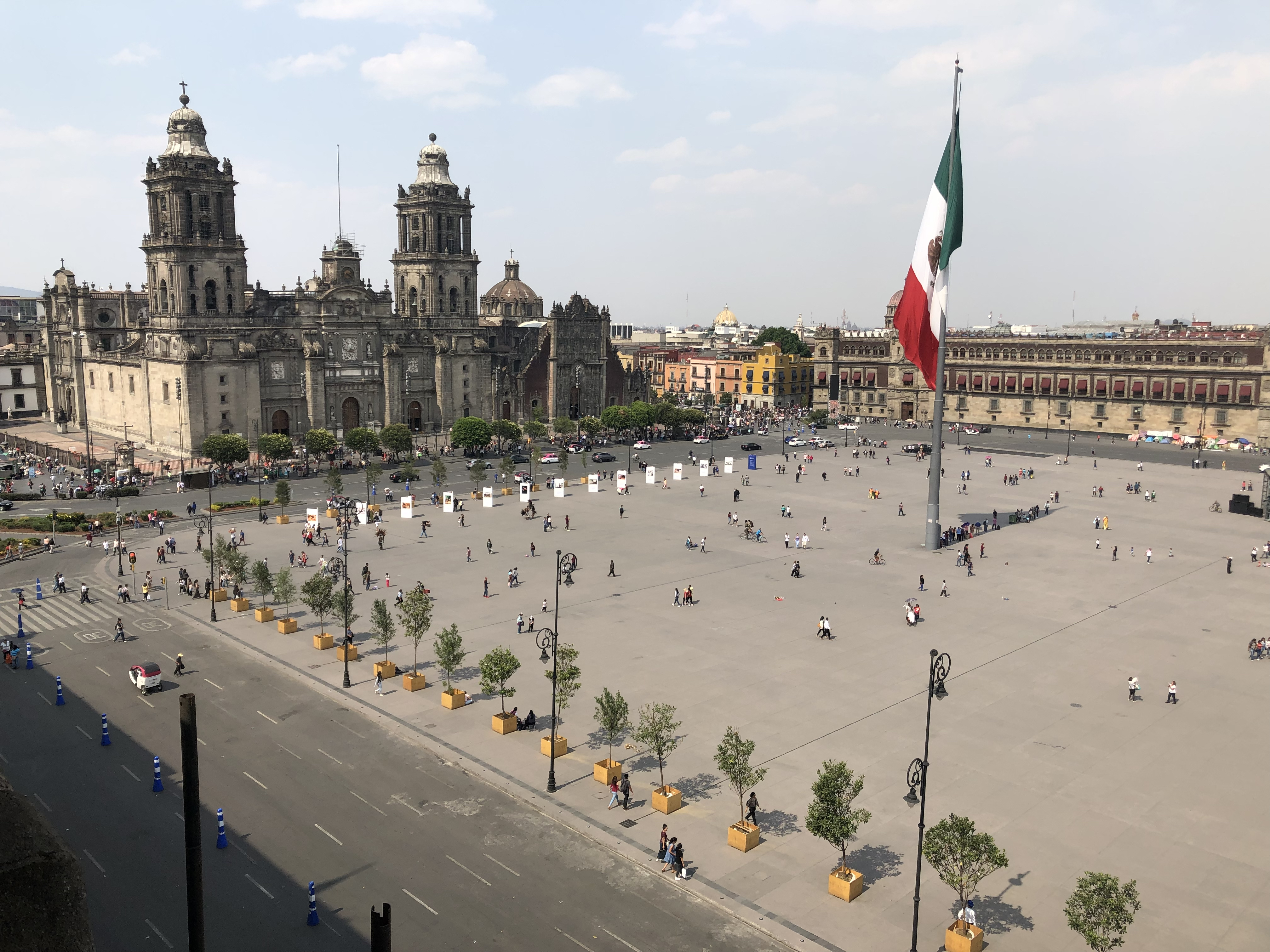
Catedral Metropolitana de la Ciudad de México del siglo en México.

El iniciador de la colonización española y europea de América fue Cristóbal Colón al servicio de los Reyes Católicos, quien en 1492 descubrió América para la corona de Castilla. Las sucesivas exploraciones y conquistas al amparo del Tratado de Tordesillas dieron lugar a la soberanía de un vasto territorio. La conquista de América llevó aparejada campañas militares y esfuerzos diplomáticos con los indígenas para obtener el control de los reinos Azteca e Inca. El avance de la colonización española fue especialmente rápido, con episodios de rebelión como la Mapuche en la guerra de Arauco en el siglo XVI. El territorio se organizó en los virreinatos de Nueva España al norte y Perú al sur, con capitales en México y Lima, respectivamente. Algunas regiones, como la Patagonia, el Gran Chaco, la Amazonía y los desiertos del norte de Mesoamérica no fueron completamente controladas por el Imperio Español.
La evangelización de América fue promovida por Isabel La Católica y, a continuación, los principales intereses económicos fueron la agricultura, la vertebración del territorio, la minería, y el comercio, fuertemente burocratizado desde la Casa de Contratación de Sevilla. La revolución cultural y tecnológica no tuvo precedentes, con la introducción de la religión católica, el idioma español, la legislación, orden social y el concepto de administración occidental, especies animales (perros, bueyes, caballos, gallinas, ovejas, conejos, burros o cerdos), cultivos (cebada, trigo, olivo, vid, algodón, caña de azúcar, arroz o café), y técnicas de construcción naval (astilleros), civil (puertos y caminos), militar (fortificaciones) o eclesiástica (órdenes seglares o seculares). Entre los cultivos que se explotaron en América se encontraban la goma, el tabaco, el palo de campeche y la vainilla. En el sector de la minería destacó la plata y el oro, además de esmeraldas, con 17 000 toneladas de plata y unas 200 toneladas de oro arribaron a España hasta mediados del siglo XVII.

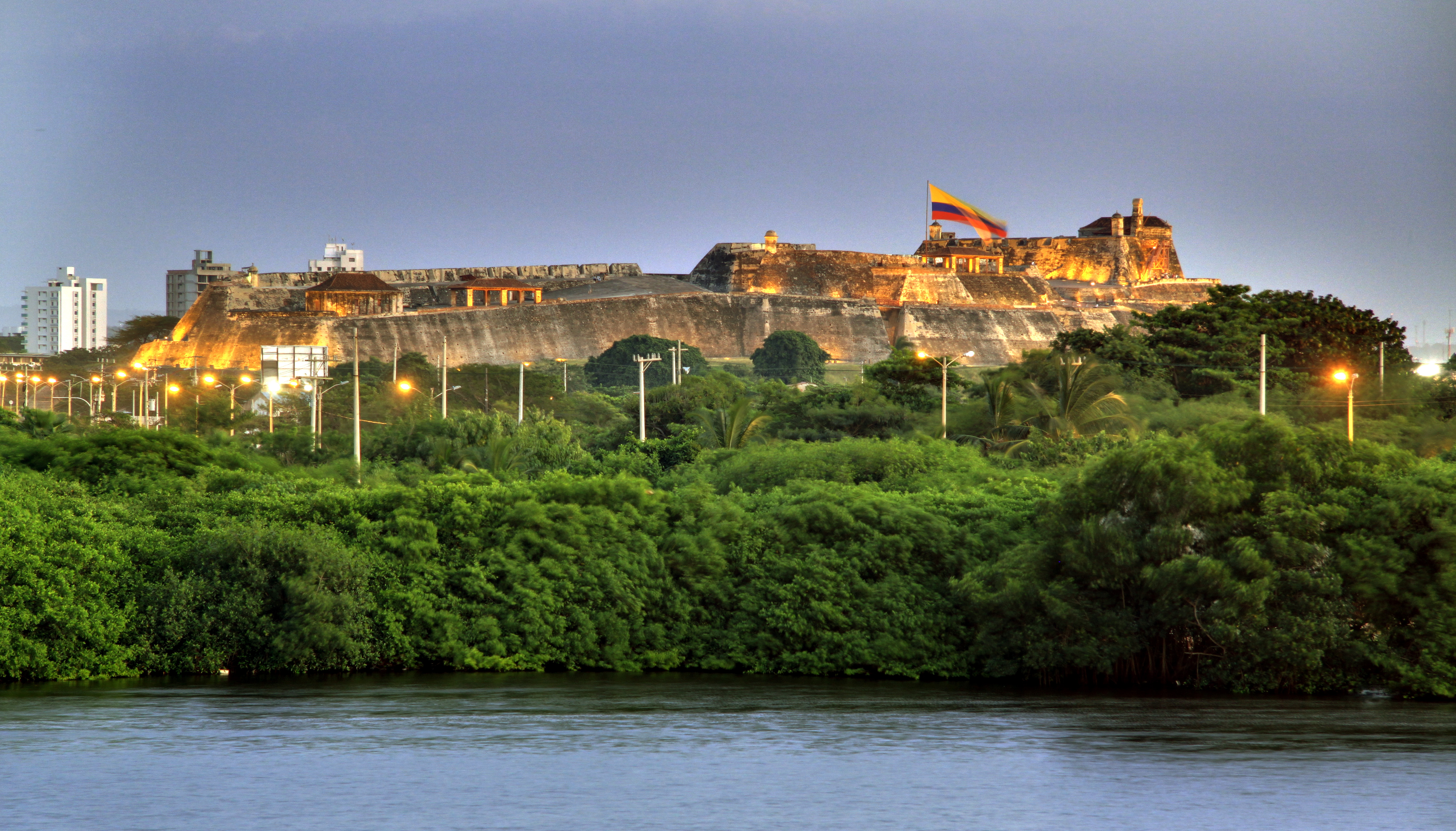
Castillo San Felipe de Barajas, Cartagena de Indias (Colombia)

De 1519 a 1522 tuvo lugar la primera circunnavegación del mundo, la expedición Magallanes-Elcano. Entre los hitos de la colonización española de América se encuentran las universidades de San Marcos de Lima (1551), Real y Pontificia Universidad de México (1551) o la Santo Tomás de Aquino de Santo Domingo (1558), la primera cátedra de quechua (1576), o los hospitales de Jesús (1524) o San Andrés (1552).
La rebelión de las naciones europeas al monopolio americano de España y Portugal dio lugar a guerras transcontinentales, intentos de anexión u ocupación por Inglaterra, Francia y Países Bajos, principalmente, cuyo modelo de colonización se limitaba a la explotación agrícola con mano de obra esclava procedente del comercio triangular con sus colonias Africanas, o de países aliados, o a factorías peleteras. 

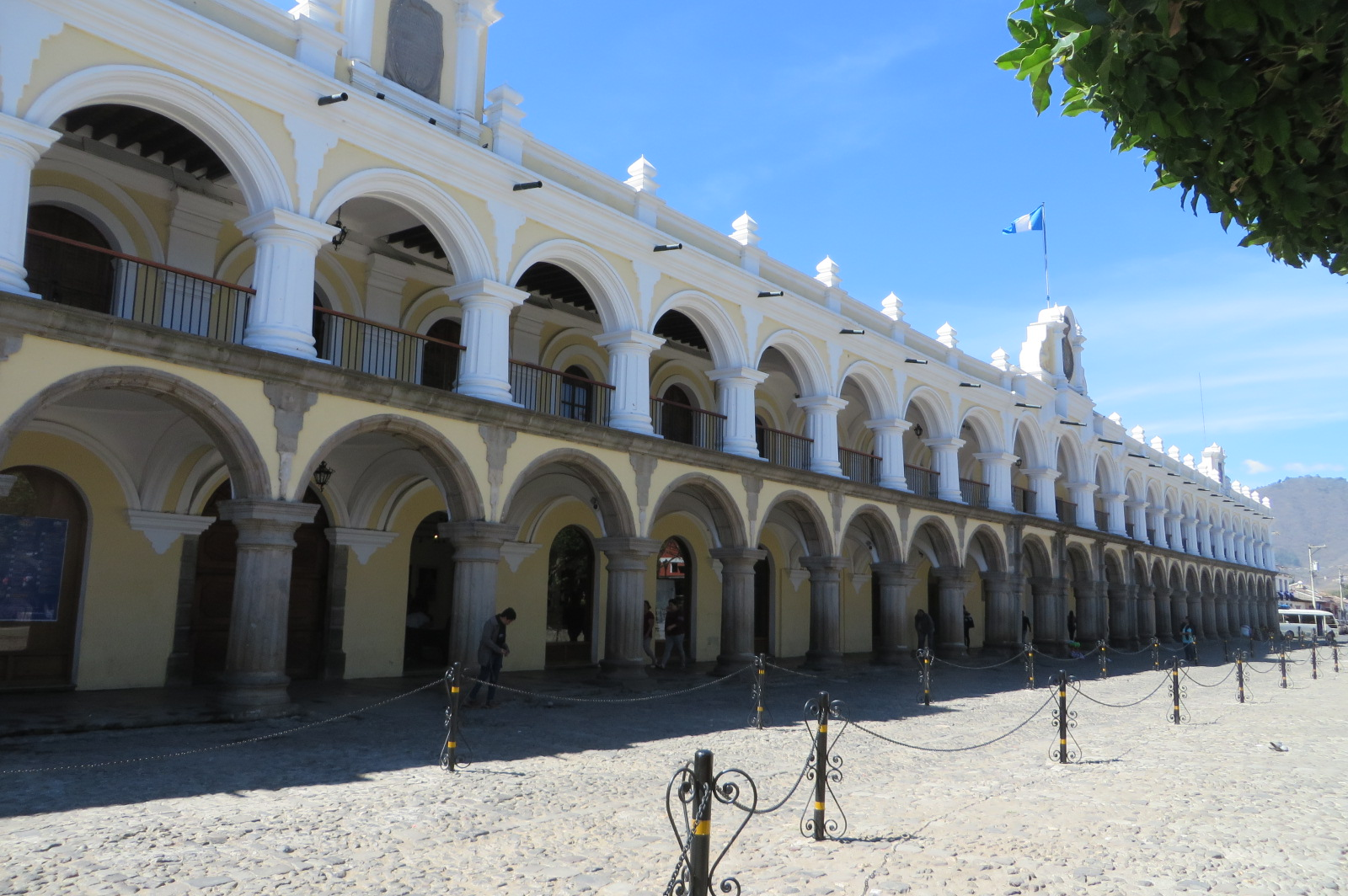
Antigua Guatemala (Guatemala)

Con el tiempo, se generó por primera vez en la historia una gran población mestiza, tanto genética como culturalmente, por la convivencia de pueblos originarios, africanos subsaharianos y europeos.

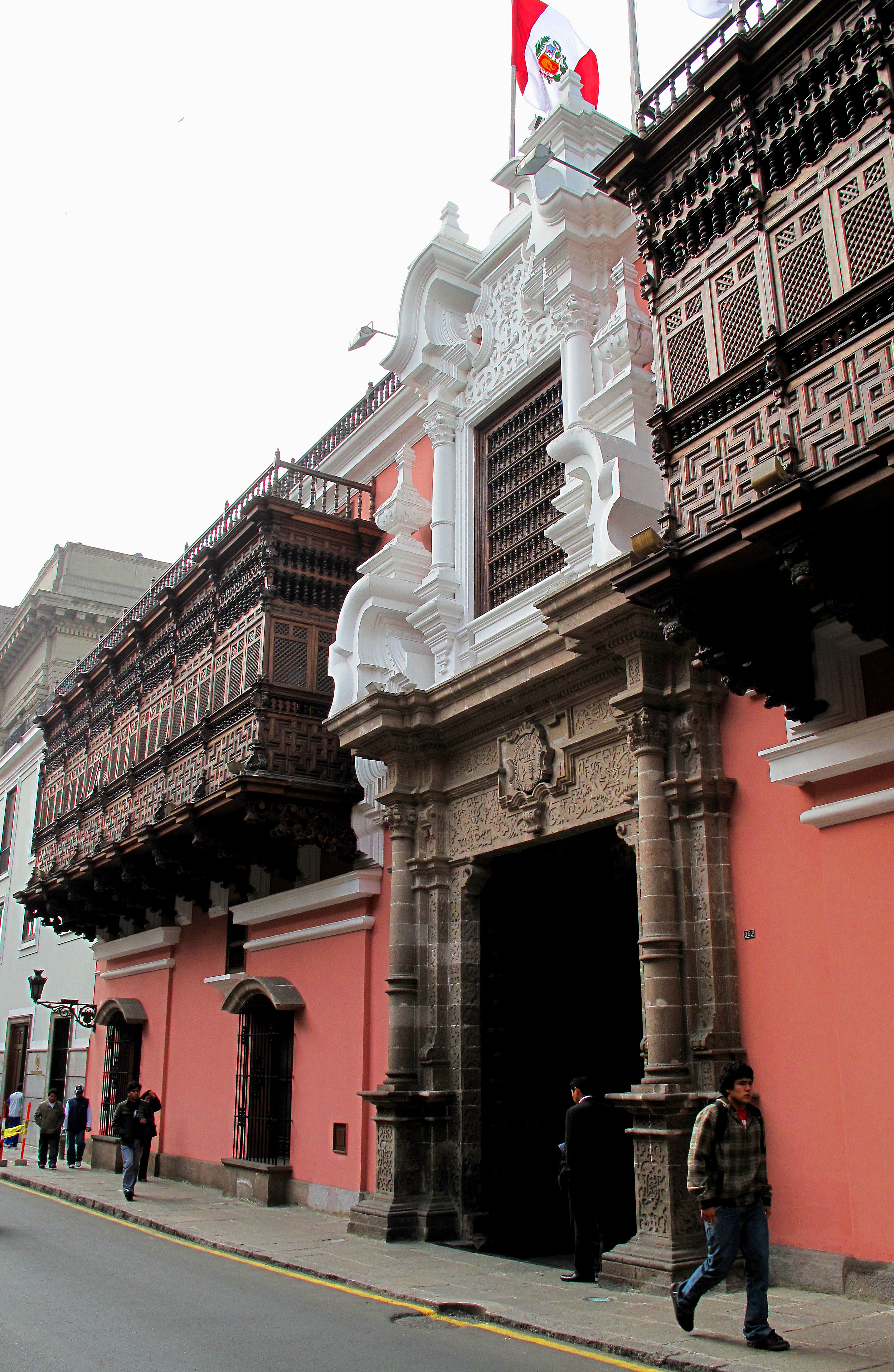
Centro histórico de Lima (Perú)

A finales del siglo XVIII España apoyó la independencia de las Trece Colonias del imperio británico con suministro militar y financiero, con la figura clave de Bernardo de Gálvez cuyo cuadro se encuentra en el Capitolio de los EE. UU.  La inestabilidad del imperio español americano comenzó con la expulsión de los jesuitas (1776), culminando con el sometimiento a Napoleón de los reyes de España y las invasión francesas de España de 1808 y 1823. A principios del siglo XIX, tras la pérdida de parte de su imperio colonial norteamericano, Inglaterra apoyó militar, económica y culturalmente (Leyenda Negra) las guerras de independencia de las naciones americanas de España.  

No todo fue horror: sobre las ruinas del mundo precolombino los españoles y los portugueses levantaron una construcción histórica grandiosa que, en sus grandes trazos, todavía está en pie. Unieron a muchos pueblos que hablaban lenguas diferentes, adoraban dioses distintos, guerreaban entre ellos o se desconocían. Los unieron a través de leyes e instituciones jurídicas y políticas pero, sobre todo, por la lengua, la cultura y la religión. Si las pérdidas fueron enormes, las ganancias han sido inmensas.

Para juzgar con equidad la obra de los españoles en México hay que subrayar que sin ellos ―quiero decir: sin la religión católica y la cultura que implantaron en nuestro país― no seríamos lo que somos. Seríamos, probablemente, un conjunto de pueblos divididos por creencias, lenguas y culturas distintas.
Octavio Paz, 1995

Lista de posesiones:
- Virreinato de Nueva España
  - Capitanía General de Guatemala
  - Capitanía General de Cuba
  - Capitanía General de Santo Domingo
  - Capitanía General de Puerto Rico
- Virreinato del Perú
  - Capitanía General de Chile
- Virreinato de Nueva Granada
  - Capitanía General de Venezuela
- Virreinato del Río de la Plata

## Colonización portuguesa

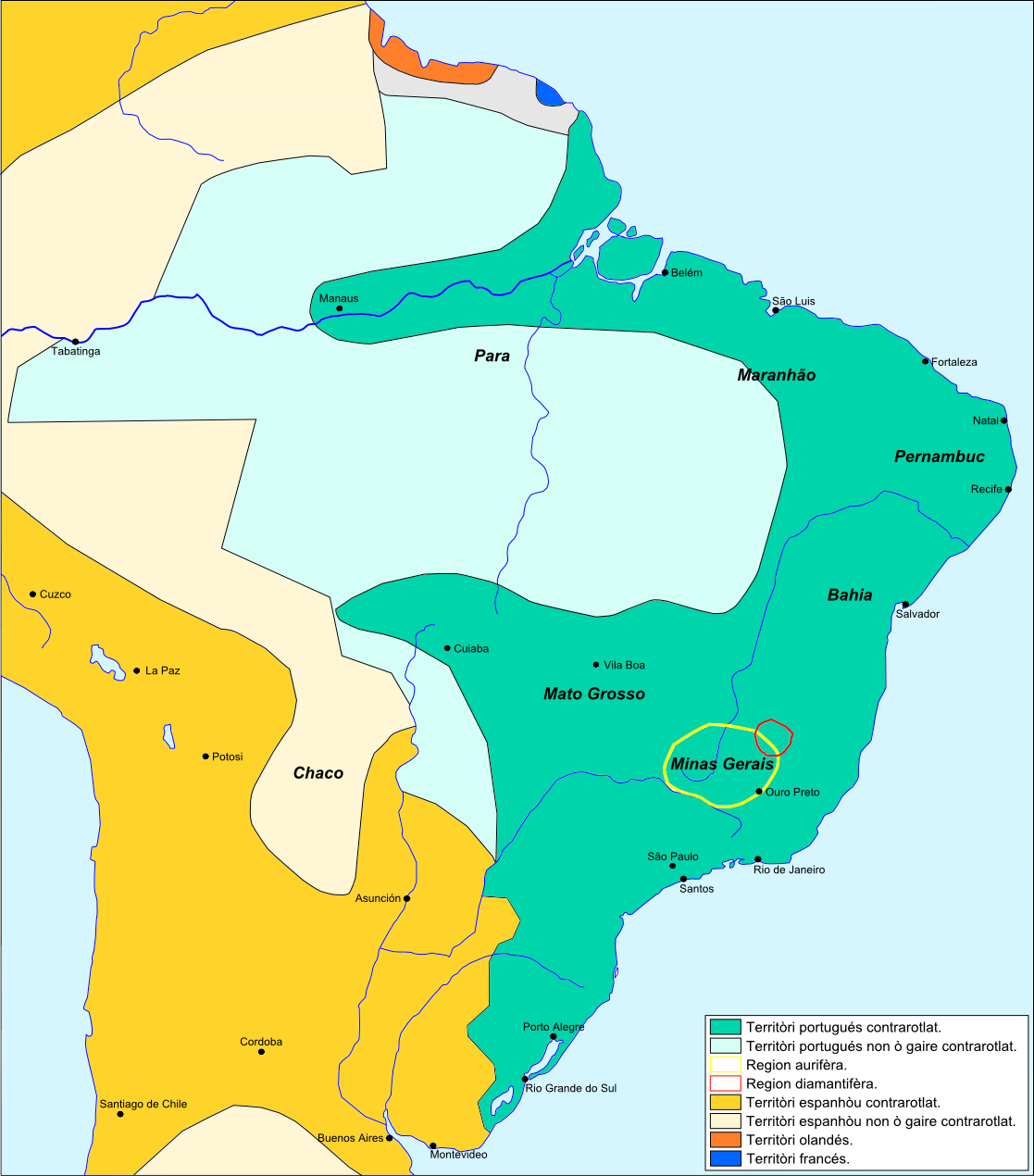
La colonia del Brasil hacia 1790. En verde oscuro el territorio controlado, en verde claro el territorio inexplorado.

Portugal obtuvo del Tratado de Tordesillas un amplio territorio en América, dando inicio a la colonización de América. 
Reclamó la soberanía de isla de Terranova, Labrador (Canadá) y Groenlandia (Dinamarca) tras la exploración de las costas de Gaspar Corte Real en 1500, fundando São João (1519).

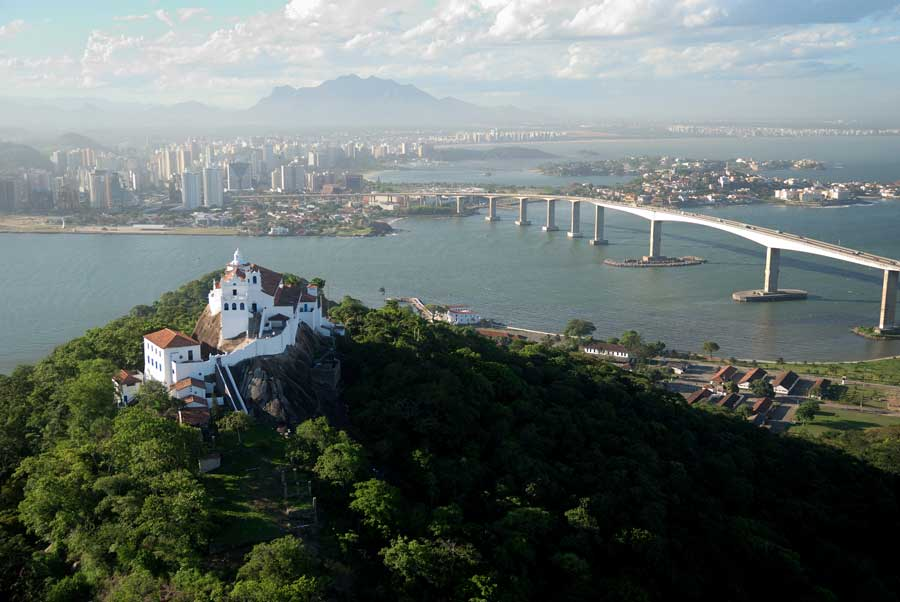
Convento de Penha del siglo en Vila Velha (Brasil)

El primer asentamiento permanente en el Estado de Brasil (Brasil) fue San Vicente, fundada en 1532 por Martim Afonso de Sousa para la explotación del palo brasil. El sistema de capitanías, semejante a los señoríos, se abandonó en 1549 cuando el gobierno pasó al gobernador general de Brasil, con capital en Salvador de Bahía (1549). La principal actividad económica era la explotación azucarera con mano de obra esclava procedente del comercio triangular desde las colonias portuguesas en África.  
La oposición del resto de las naciones europeas al monopolio americano de España y Portugal ocasionó sucesivas guerras transcontinentales e intentos de ocupación o anexión. En 1565 Mem de Sá ordenó evacuar la colonia francesa de la Francia Antártica, quienes se establecieron más al norte. Además, durante el periodo de la Unión Ibérica, del siglo XVI y hasta 1640 los comerciantes criptojudíos del imperio portugués tenía en exclusiva el asiento de negros para la importación desde sus colonias de la costa oeste de África de esclavos africanos a los puertos Hispanoamericanos de Cartagena y Veracruz.

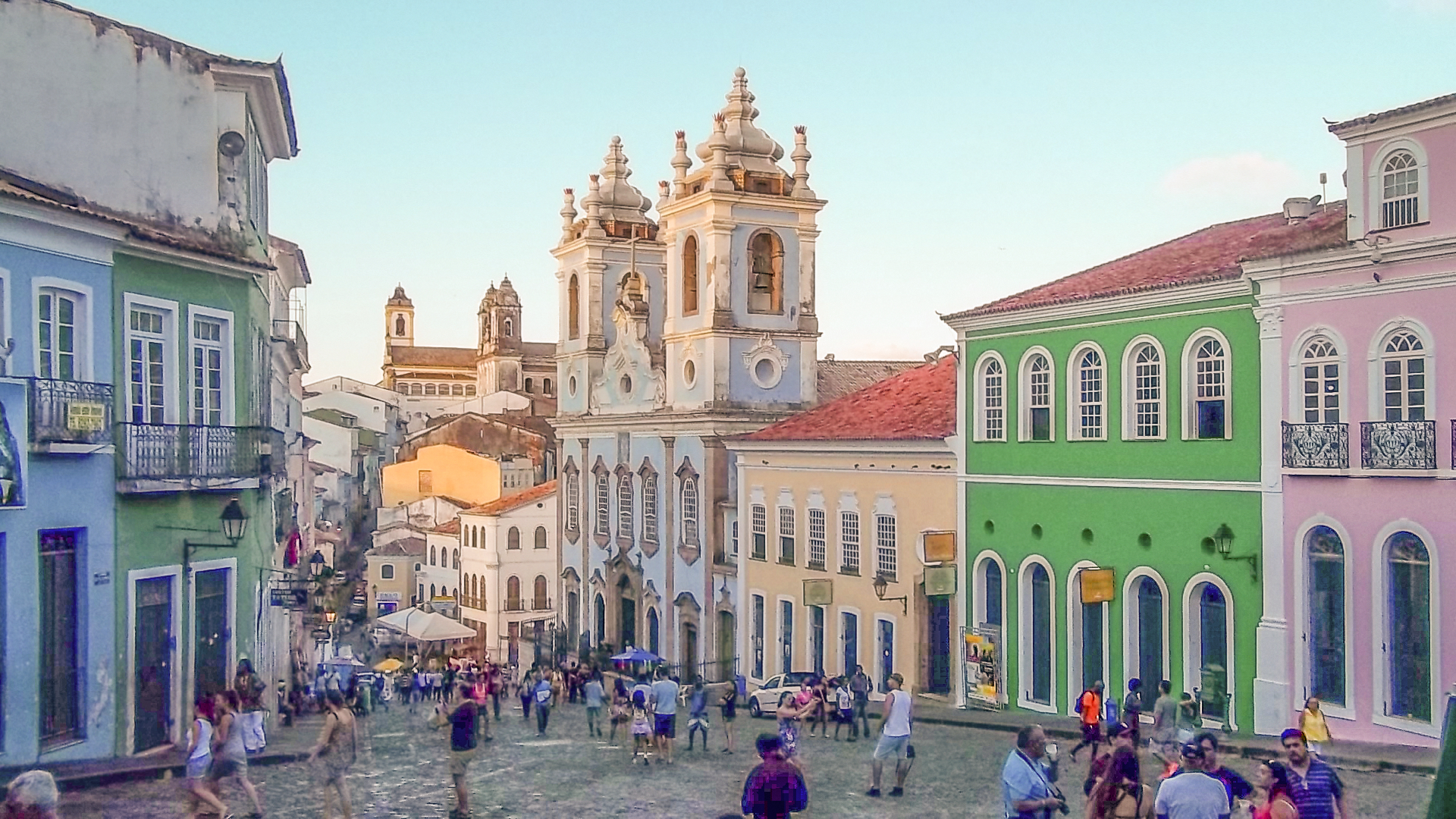
Centro histórico de Salvador de Bahía (Brasil)

La guerra luso holandesa supuso el cambio en la soberanía de algunos territorios, especialmente en Asia. De 1630 a 1654 el imperio holandés estableció el Brasil holandés. Además, 1678 Portugal estableció la Colonia do Sacramento (Uruguay) en la Banda Oriental, considerado por los españoles una amenaza a la integridad del virreinato del Perú, ocasionado sucesivos abandonos y reconquistas a lo largo de los años.
Lista de posesiones:
- Estado del Brasil (Brasil)
- Colonia del Sacramento (Uruguay)
- Terranova y Labrador (Canadá)

## Colonización francesa

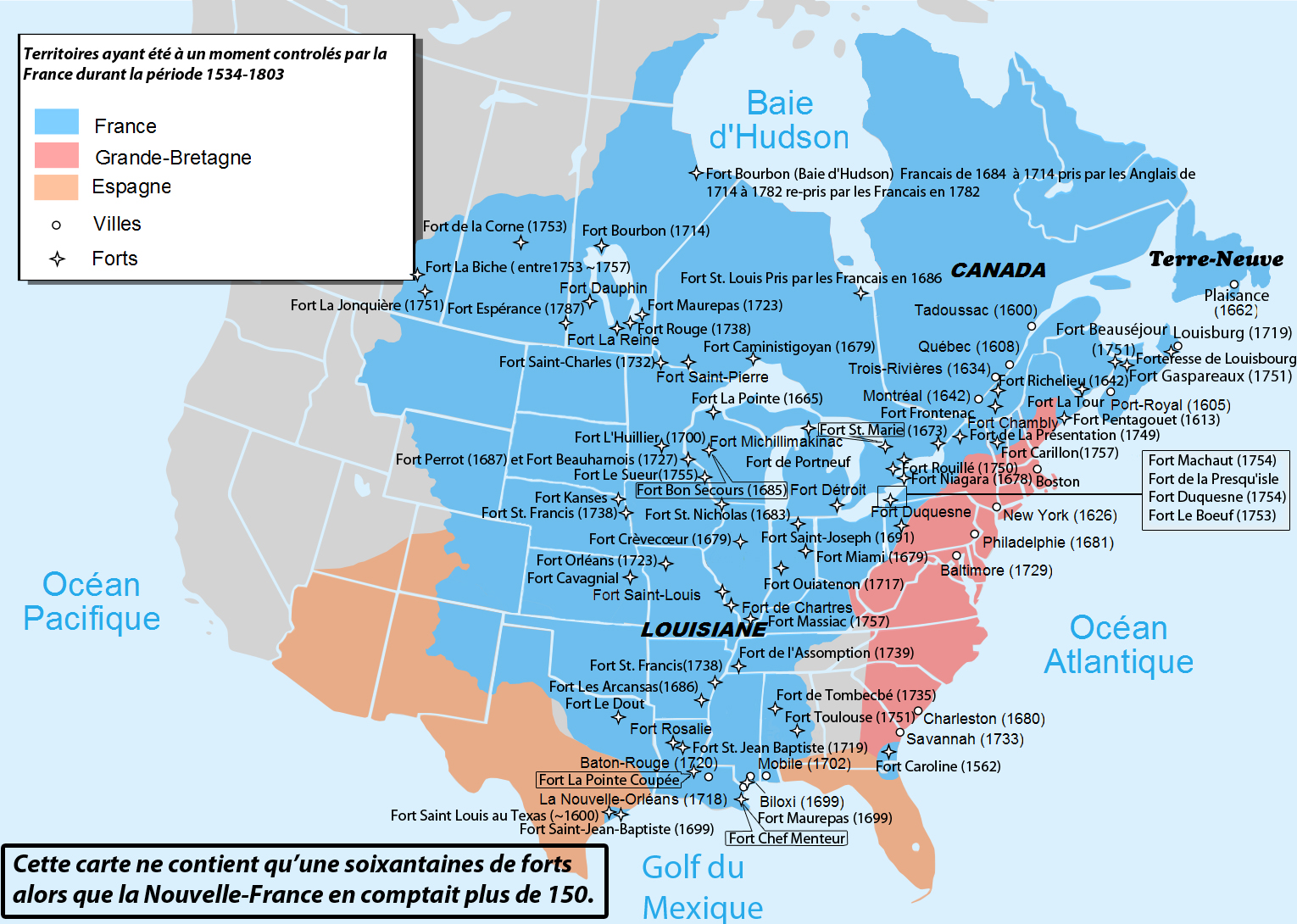
Localización de Nueva Francia en América del Norte.

Francia estableció el control de un amplio territorio en Norteamérica, además de colonias en las Antillas. En la actualidad, mantiene territorios franceses en América.  
Un primer intento de colonización a expensas del imperio Portugués tuvo lugar con la fundación del fuerte Coligny en la efímera Francia Antártica (Río de Janeiro, Brasil) en 1555.  

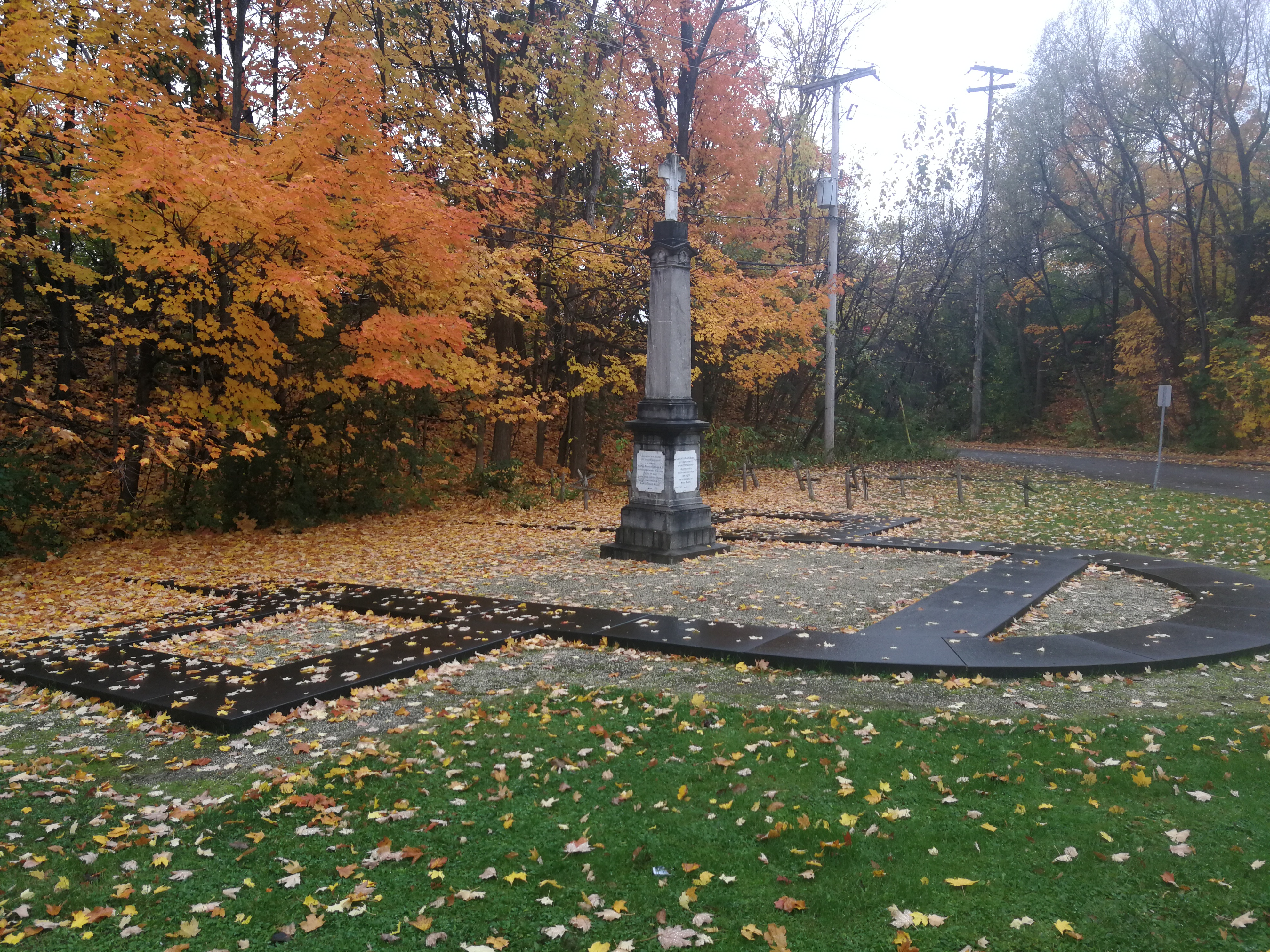
Sitio arqueológico de la capilla de Saint Michel de la misión jesuítica de Sillery del siglo (Canadá)

Tras la exploración del río San Lorenzo, Samuel de Champlain fundó Quebec (Canadá) en 1608 con el propósito de establecer una factoría peletera. Esta fundación estaba precedida de varios intentos por establecer colonias y la presencia habitual durante el siglo XVI de pesqueros franceses en la costa atlántica del norte del continente. Francia emprendió acciones junto a la confederación Huronesa contra sus enemigos, conocidas como las guerras de los Castores. Además de Quebec, Francia estableció puestos en Nueva Escocia, Annapolis y la zona de Grandes Lagos y a lo largo del río Misisipi. Durante el siglo XVII Francia llevó a cabo exploraciones adentrándose en Norteamérica, con el propósito de ocupar el territorio y evangelizar a los indígenas, siguiendo un modelo similar al español y opuesto al inglés. Por ello, para la primera mitad del siglo XVIII había establecimientos franceses en Detroit, Niágara, Illinois y Nueva Orleans (Estados Unidos). Estos puestos le proporcionaron a Francia el control de un territorio que se extendía desde Canadá hasta Luisiana. En sus inicios, la administración del territorio estaba descentralizada y conferida a los comerciantes o corredores de bosques que colonizaban cada zona. Posteriormente, la administración se profesionalizó con el nombramiento de gobernadores o capitanes generales.  

La colonización de Norteamérica por los franceses, a pesar de ser pequeña, fue significativa, ya que terminó fundando un virreinato, el de Nueva Francia.

En 1612 el rey Luis XIII propició el efímero establecimiento de São Luís (Brasil). Sin embargo, los esfuerzos colonizadores de Francia se materializaron al norte, con la fundación de Cayena (1643) en la denominada Francia Equinoccial, actual Guayana Francesa, que en 1674 pasó ser propiedad personal de Luis XIV. En el transcurso del siglo XVII, estableció colonias en las Antillas menores en el Caribe ocupando las islas de Saint Christopher, Saint Croix, San Bartolomé, Granada, San Martín, Tortuga, Marie Galante. En 1697, tras la guerra de los Nueve Años, obtuvo un tercio de La Española que se llamó Saint Domingue (Haití). Las islas francesas tenían una economía basada en la producción y exportación de azúcar, algodón, cacao y tabaco con mano de obra esclava procedente del comercio triangular de sus colonias en Gorea (Senegal)o de otros comerciantes europeos de esclavos africanos. Además, Francia promovió acciones de corso y piratería contra España como el ataque a Cartagena de Indias en 1697. En la segunda mitad del siglo XVII el gobierno de los territorios americanos era de carácter absolutista y centralizado. Canadá fue convertida en provincia y se otorgaron señoríos jurisdiccionales, que a su vez se dividían en parroquias bajo autoridad eclesiástica o militar.  

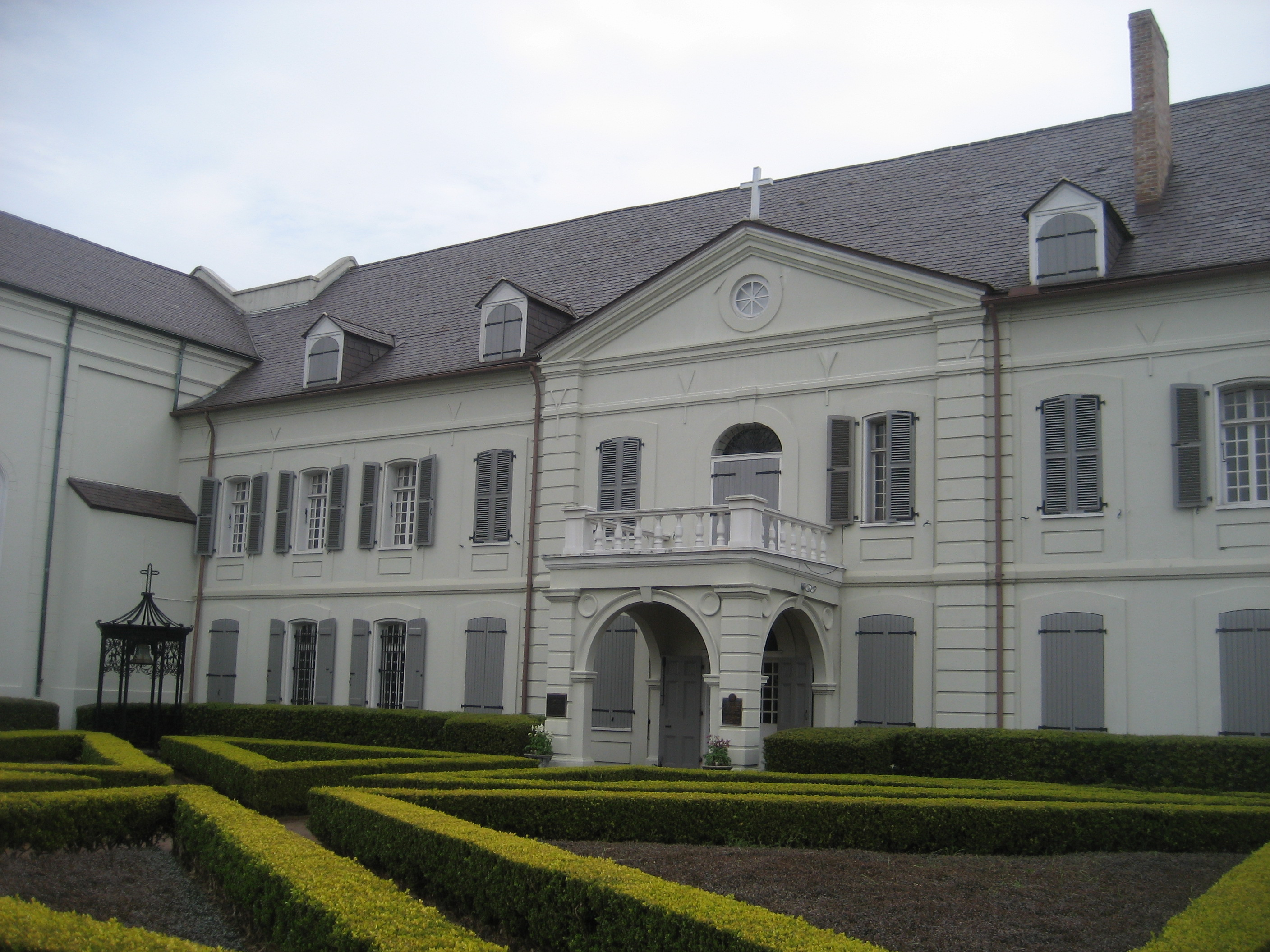
Convento de las Ursulinas del siglo en Nueva Orleans (EE. UU.)

Otros intentos fallidos de establecer colonias francesas fue la iniciativa de la Compañía Francesa de las Indias Orientales en islas Delphine (Brasil) en 1736. El Tratado de París de 1763 supuso la pérdida de gran parte de las colonias francesas en América. Sin embargo, reconoció la soberanía francesa de las islas San Pedro y Miquelón. Además, en 1795 la Paz de Basilea otorgó a Francia el control de la capitanía de Santo Domingo francesa (República Dominicana) hasta 1809.
En 1858 Francia se anexionó la isla Clipperton, cuya soberanía frente a México le fue reconocida en 1931. Tras la invasión de México de 1862, Napoleón III estableció el gobierno títere del Segundo Imperio mexicano. Tras la retirada del ejército francés en 1865 y gracias al apoyo de los estadounidenses Grant y Sheridan, en 1867 Juárez restauró la independencia de México. Además, en 1878 Francia obtuvo la Concesión Wyse sobre el territorio del Canal de Panamá, que terminó en 1903 con la independencia de Panamá de Colombia propiciada por EE. UU. para el control del estratégico Canal.
Lista de posesiones:
- Francia Antártica (Brasil)
- Virreinato de Nueva Francia (Canadá, EE. UU.)
- Luisiana
- Antillas francesas o Indias Occidentales Francesas (Guadalupe, Martinica, San Bartolomé y San Martín, Francia)
- Saint-Domingue (Haití)
- Francia Equinoccial (Brasil y Guayana Francesa, Francia)
- Capitanía de Santo Domingo francesa (República Dominicana)
- Isla Clipperton (Francia)
- Concesión Wyse (Panamá)
- San Pedro y Miquelón (San Pedro y Miquelón, Francia)
- Islas Malvinas (Islas Malvinas, Reino Unido)

## Colonización británica

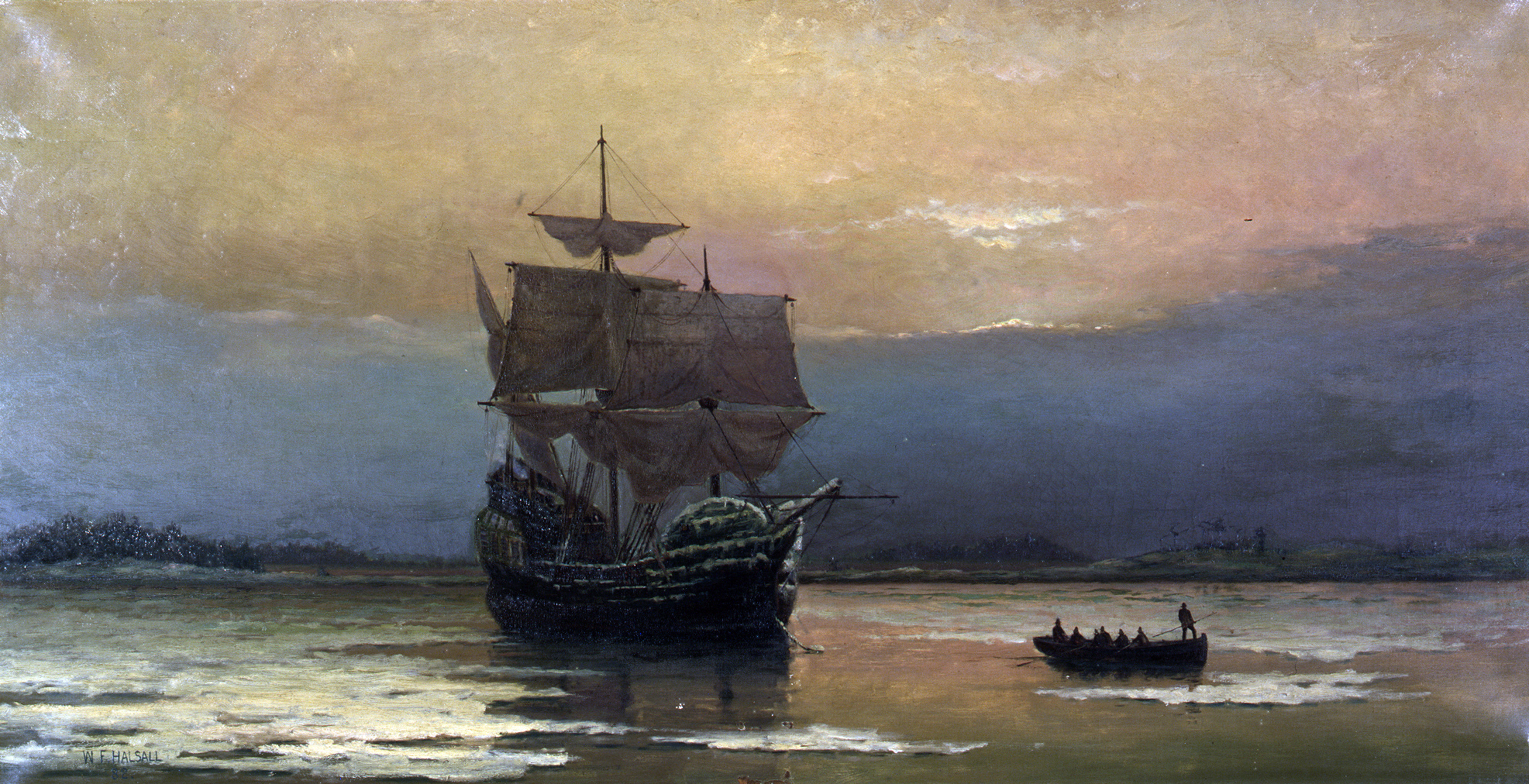
Mayflower, el barco que llevó a una colonia de puritanos ingleses a América del Norte.

Inglaterra fue el segundo país que se rebeló contra el reparto hispano-luso de América, y en la actualidad mantiene territorios ingleses en América (considerados territorios no autónomos), además de ejercer influencia política y económica a través de la Commonwealth.
Desde finales del siglo XVI el reino de Inglaterra estableció las Trece Colonias, que abarcaron un territorio costero desde la Bahía de Massachusetts a la Georgia. El primer establecimiento fue Jamestown (EE. UU.) fundada en 1607 por la Compañía de Londres. 

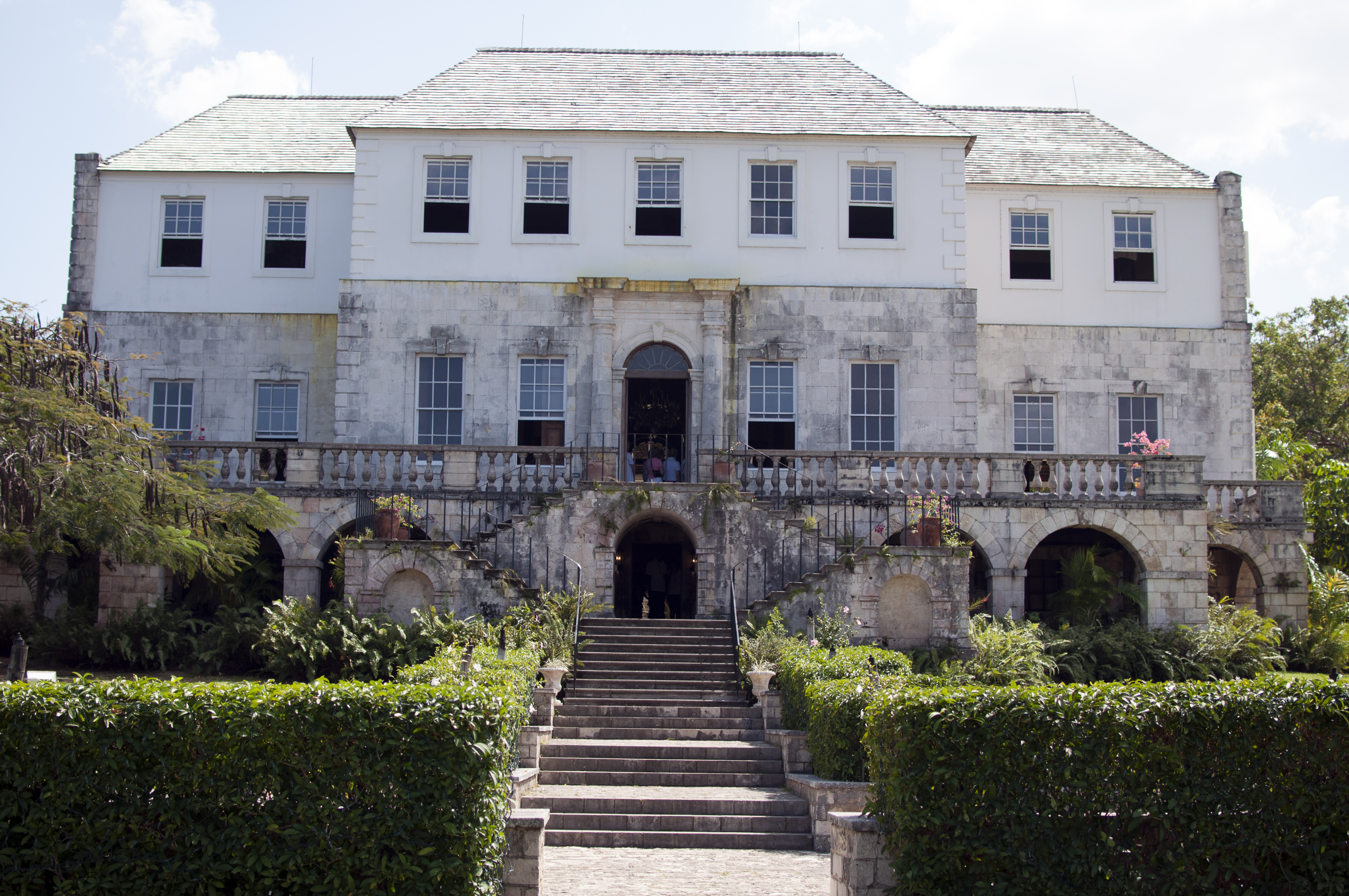
Casa grande de la plantación azucarera Rose Hall en la colonia de Jamaica británica (Jamaica).

Otros establecimientos fueron la colonia de Terranova (Canadá) establecida en 1610 o la colonia de Bermudas (Reino Unido) con capital en Saint George (1612). De 1650 data la colonia de Anguila (Reino Unido), y en 1670 Inglaterra ocupó islas Caimán (Reino Unido) y Jamaica (Jamaica). Además, en 1672 estableció las colonias de las islas Vírgenes Británicas (Reino Unido). 
Durante el siglo XVIII Inglaterra fue ocupando los territorios al norte de las Trece Colonias incorporándolos a la Norteamérica británica. En 1718 ocuparon las islas Bahamas. En 1763, tras la guerra de los Siete Años, ocupó Nueva Francia, después Canadá Británico (Canadá). Tras la guerra de Independencia de Estados Unidos, a Inglaterra perdió las Trece Colonias y le fue permitido en 1787 ocupar la Honduras británica (Belice), Islas Turcas y Caicos (Reino Unido) e isla Montserrat (Reino Unido). Tras la guerra de Coalición obtuvo la Guyana Británica, habiendo tenido establecimientos temporales en los siglos anteriores. Los territorios caribeños ingleses fueron empleados para la explotación agrícola con destino al comercio monopolístico con la metrópoli, con el uso de mano de obra esclava procedente del comercio triangular, siendo la Royal African Company, fundada por Carlos II y Jacobo II, una de las principales empresas comerciantes de esclavos desde África. Las principales poblaciones y puertos relacionados con el comercio de esclavos y con el Caribe inglés fueron Londres, Liverpool y Bristol.Del siglo XVIII data también el sistema de segregación de las reservas indias en Norteamérica.
En 1806 Inglaterra intentó, sin éxito, invadir el virreinato del Río de la Plata. En 1817 logró incluir en su esfera de influencia financiera, económica y comercial a las naciones nacidas de la independencia de España mediante el apoyo militar y financiero a su causa.  En 1833 Inglaterra ocupó las islas Malvinas (Reino Unido).  
Lista de posesiones:
- Trece Colonias (EE. UU.)
- Canadá Británico (Canadá)
- Colonia de Jamaica (Jamaica)
- Bahamas (Bahamas)
- Indias Occidentales Británicas: Bermudas, Anguila, Islas Vírgenes Británicas, Montserrat, Islas Caimán, Islas Turcas y Caicos (Reino Unido)
- Honduras británica (Belice)
- Guayana británica (Guyana)
- Islas Malvinas (Reino Unido)

## Colonización neerlandesa
Provincias Unidas de los Países Bajos fue el primer país en intentar socavar el monopolio americano luso-español determinado por el Tratado de Tordesillas (1492) y en la actualidad mantiene territorios  neerlandeses en América.
Desde finales del siglo siglo XVI la Compañía Neerlandesa de las Indias Occidentales estableció la Guayana Neerlandesa. El primer establecimiento fue Nieuw Middelburg en el río Pomeroon (Guayana esequiba - Guyana), fundado en 1581. Durante la guerra luso-neerlandesa fundaron las colonias de Demerara (1611), Berbice (1627) (Guyana) y ocuparon Cayena (1654) (Guayana Francesa) y Surinam (1667) (Surinam). Su principal actividad era la producción de caña de azúcar con mano de obra esclava procedente del comercio triangular con sus colonias africanas.
Tras realizar la exploración del río Hudson en 1609 y el establecimiento de puestos en 1621, en 1625 se fundó Nueva Ámsterdam (Nueva York, EE. UU.) como capital de Nuevos Países Bajos, cuya actividad era la peletera. 
En 1624 el imperio holandés comenzó la invasión del Estado de Brasil de Portugal, fundando el Brasil holandés (Brasil), con capital en Mauritsstad, cuya soberanía mantuvo hasta la pérdida ante Fernando de Noronha en 1654.
En 1634 Países Bajos ocupó la isla de Curazo (Curazao, Países Bajos) y en 1636 Aruba (Aruba, Países Bajos) y Bonaire (Países Bajos). Desde el final de la Unión Ibérica en 1640 y hasta finales del siglo XVII el imperio neerlandés controló el comercio de esclavos africanos en América.
Además, durante el siglo XVII y XVIII ocuparon de manera interrumpida algunas de las islas de las Antillas menores del Caribe dentro del marco de alianzas y comercio con el resto de naciones europeas con colonias en esta islas. 
En cuanto al régimen administrativo implantado por los neerlandeses durante la época colonial, en sus orígenes fue similar al inglés y al portugués dado el carácter de factorías o establecimientos comerciales que tuvieron sus efímeras colonias. Sin embargo, la colonia establecida en Brasil fue gobernada por un miembro de la familia real. En las islas también se estableció un gobierno subordinado a la Corona.
Lista de posesiones:
- Guayana Neerlandesa (Actualmente corresponde a Guyana esequiba, Guyana, Surinam y Guayana Francesa)
- Nuevos Países Bajos (EE. UU.)
- Islas Vírgenes Neerlandesas (Islas Vírgenes estadounidenses, EE. UU.  e Islas Vírgenes Británicas, Reino Unido)
- Brasil Neerlandés (Brasil)
- Indias Occidentales Neerlandesas
  - Caribe Neerlandés*
  - Aruba*
  - Curazao*
  - Sint Maarten*

(*):Actualmente en posesión de Reino de los Países Bajos

## Otras colonizaciones

### Colonización alemana
En 1528 el rey Carlos I concedió a los banqueros ausburgueses Welser el arrendamiento de Klein-Venedig o Welserland en la provincia de Venezuela (Venezuela) por su apoyo en la elección a emperador del Sacro Imperio Romano Germánico. La colonia no prosperó por el empeño en la costosa expedición en busca de El Dorado, la huida o rebelión de los indígenas por el riesgo de ser esclavizados en contra de la legislación española y las acusaciones de abusos y saqueos reportados a la Real Audiencia de Santo Domingo.
En el siglo XVII, Federico Guillermo impulsó que la Compañía Brandemburguesa Africana arrendara una parte Saint Thomas a Dinamarca. La colonia duró de 1685 a 1693, con el empleo de esclavos de la Costa de Oro brandeburguesa (Ghana) para la producción de caña de azúcar.Además, ocupó isla Vieques (Puerto Rico) de 1689 a 1693. Brandeburgo-Prusia llevó a cabo otros intentos por hacerse con colonias en las islas caribeñas, sin resultado ante la competencia de las diferentes naciones europeas en la zona. En 1669 el condado de Hanau negoció sin éxito con Países Bajos el establecimiento de la colonia de Indias hanauesas (Surinam, Guayana Francesa y Brasil). En 1731 colonos alemanes se asentaron en los terrenos de la Compañía del Misisipi dando lugar a la Costa Alemana (Luisiana, EE. UU.).
Durante el siglo XIX hubo iniciativas privadas de control económico en América como el control de la producción de café en Guatemala propiciada por Barrios Auyón, la fallida colonia de Nueva Germania (Paraguay)o la colonización de Valdivia, Osorno y Llanquihue (Chile). Desde finales del siglo XIX diáspora alemana se encuentra repartida por todo el continente.
En cuanto a iniciativas gubernamentales, Alemania impulsó desde finales del siglo XIX la obtención sin éxito de colonias en el Caribe, el denominado Caribe alemán. Además, en 1972 la RDA obtuvo la isla Ernest Thaelmann (Cuba), a cuya soberanía renunció en 1990 con la reunificación alemana.
Lista de posesiones:
- Klein-Venedig (Venezuela)
- Costa Alemana (EE.UU)
- Colonia Brandeburguesa de Saint Thomas (Islas Vírgenes de EE. UU., EE. UU.)
- Colonia Brandenburgesa de isla Vieques (Puerto Rico, EE. UU.)
- Cayo Ernest Thaelmann (Cuba)

### Colonización italiana
La colonización de la Italia española (reinos Nápoles y de Sicilia o ducado de Milán, entre otros) en América se describe dentro de la colonización del Imperio Español en América. Los padres del descubrimiento de América Cristóbal Colón o Américo Vespucio son de origen italiano. Como italiano era Antonio Pigafetta, cronista de la primera circunnavegación de Magallanes-Elcano. Además, se puede señalar a los exploradores de Juan Caboto, al servicio de Inglaterra, y a Giovanni da Verrazzano al servicio de Francia. La cultura italiana fue determinante en la cultura colonial española. En el plano arquitectónico con el renacimiento tardío o plateresco. En el ámbito literario, las obas de Dante,Tasso y Ariosto se difundieron, tradujeron y fueron precursoras de la producción literaria de la época como La Araucana o La Grandeza Mexicana. Además, ingenieros italianos al servicio de España contribuyeron a las fortificaciones españolas en América, donde predominaba la traza italiana.
En 1630 Fernando I de Médici, gran duque del Gran Ducado de Toscana, realizó un intento fallido de establecer una colonia en el norte de Brasil con la expedición Thorton, comandada por el inglés Robert Thorton y con apoyo neerlandés, ambas naciones enemigas de Portugal.
Durante el siglo XIX se sucedieron las iniciativas privadas como la malograda colonia venezolana impulsada por Carlo Castelli de 1841.Desde finales del siglo XIX diáspora italiana se encuentra repartida por todo el continente.

### Colonización danesa
La fundación del reino de Dinamarca y Noruega supuso la adquisición por Dinamarca de los territorios noruegos de Groenlandia que habían sido abandonados en el siglo XV. En 1728 el religioso Hans Egede realizó un nuevo esfuerzo colonizador en Groenlandia con la fundación de Godthåb, cuyo principal interés económico era la pesca ballenera. 
En 1672 la Compañía danesa de las Indias Occidentales y Guinea ocupó Santo Tomás (Islas Vírgenes de EE. UU.), y se estableció también en otras islas del Caribe como Saint John (1683) o Saint Croix (1733), adquirida a Francia. En 1754 pasaron a la propiedad personal del rey Federico V. Se trataba de colonias productoras de caña de azúcar con empleo intensivo de mano de obra esclava procedente del comercio triangular con la Costa de Oro danesa (Ghana). Además, el grueso de los esclavos africanos fue vendido a otras colonias europeas establecidas en el Caribe, siendo Saint Thomas el centro de este comercio, en el que se permitía la participación de los piratas. Tras la abolición del comercio de esclavos en 1803, y su posesión en 1848, estas colonias entraron en declive. Dinamarca vendió de la Costa de Oro danesa a Inglaterra en 1850 y en 1917 vendió las Indias Occidentales danesas a EE. UU.
Lista de posesiones:
- Indias Occidentales Danesas (Islas Vírgenes de EE. UU., EE. UU.)
- Groenlandia (Groenlandia, Dinamarca)

### Colonización sueca
En 1638, durante la guerra de los Treinta Años, el Imperio sueco estableció una serie de colonias a lo largo del río Delaware (Estados Unidos) denominada Nueva Suecia. Fueron propiciadas por el neerlandés Peter Minuit, gobernador de la vecina Nuevos Países Bajos, quien cedió algunos asentamientos previos como Fort Nassau o Fort Christina. Los colonos procedían de Savo y Kainuu (actual Finlandia). Otras poblaciones fueron Nuevo Estocolmo o Swedesboro. En 1655 el militar neerlandés Peter Stuyvesant derrotó a los suecos y anexionó Nueva Suecia a Nuevos Países Bajos.
En 1784 el rey Gustavo III negoció con Francia la compra de Saint-Barthélemy (Francia) y el uso del puerto de Gotemburgo. La Compañía Sueca de las Indias Occidentales la convirtió en puerto franco y se importaron esclavos africanos. De 1812 a 1844 fue una colonia en propiedad personal del rey Carlos XIII. Tras casi un siglo de ocupación, en 1878 fue vendida a Francia. Además, Suecia ocupó brevemente Guadalupe (Francia) de 1813 a 1814.
Lista de posesiones:
- Nueva Suecia (Estados Unidos)
- Swedesboro (Estados Unidos)
- San Bartolomé sueco (San Bartolomé, Francia)
- Guadalupe (Guadalupe, Francia)

### Colonización rusa
El Imperio ruso estableció el territorio de la América rusa en Alaska (Estados Unidos) siguiendo la ruta de las islas Aleutianas.  
En 1741 se llevó a cabo la exploración de las islas Aleutianas y las costas de Alaska, y en 1759 el peletero Stepan Gavrilovich Glotov fundó el puesto de Unalasca (Alaska, Estados Unidos). En época de Catalina la Grande se fundaron otras poblaciones como Kenai (1781) o Kodiak (1784), y después Sitka (1799), capital de la América rusa. El principal interés económico eran las factorías peleteras con mano de obra aleuta, atha o tlingit cautiva, y sus principales desafíos fueron lo costoso de su aprovisionamiento desde Siberia, las expediciones españolas hasta Alaska y los ataques de los indígenas. Además, para frenar la amenaza expansionista rusa, España comenzó en 1769 un sistema de misiones y presidios militares hasta la actual Columbia Británica (Canadá).
Aprovechando la invasión francesa de España, en 1812 la Compañía ruso-americana realizó una expedición a la costa de la Alta California española fundando el puesto de Fort Ross, que se mantuvo como un enclave comercial aislado hasta 1848. Finalmente, 9 de abril de 1867 Alejandro II firmó la venta de Alaska a EE. UU. para financiar la guerra ruso-turca y compensar los daños de la guerra de Crimea. Se trataba de un vasto territorio agreste, escasamente poblado por población autóctona.
Lista de posesiones:
- Alaska rusa (Estados Unidos)
- Fort Ross (Estados Unidos)

### Colonización noruega
El reino de Noruega fue el primer país con colonias en América, con la fundación en Groenlandia de la población de Brattahlíd por Eric el Rojo en 985. Su economía se basaba en la pesca, la piel y el marfil y alcanzó los 5.000 habitante contando con la diócesis de Gardar. La Pequeña Edad de Hielo, lo costoso del aprovisionamiento y la rebelión de los inuit thule supuso el declive y abandono tras más de cuatrocientos años de presencia en Groenlandia. 
Desde su proclamación de soberanía en 1905 Noruega ha llevado a cabo intentos de control sobre algunos territorios de Canadá y Dinamarca. Los territorios controlados por noruega en el reino de Dinamarca y Noruega antes de 1814 se refieren a la colonización dano-noruega de América.
El explorador Otto Sverdrup reclamó para Noruega las islas Sverdrup (Canadá) durante su expedición de 1898 a 1902. Finalmente, en 1930 Noruega reconoció la soberanía canadiense de éstas a cambio de establecer la soberanía noruega de isla Jan Mayen. En 1933 la Corte Internacional de Justicia reconoció la soberanía danesa de Tierra de Erik el Rojo (Groenlandia, Dinamarca), reclamada por Noruega desde 1931.
Lista de posesiones:
- Asentamiento Oriental y Asentamiento Occidental (Groenlandia, Dinamarca)
- Islas Sverdrup (Canadá)
- Tierra de Erik el Rojo (Groenlandia, Dinamarca)

### Colonización escocesa
El reino de Escocia estableció una serie de colonias efímeras en la costa atlántica de Canadá y Panamá y asentamientos de población en EE. UU.
De 1629 a 1632 ocupó la península de Nueva Escocia y la isla de Cabo Bretón (Canadá), con capital en Port Royal, tras la toma de Quebec durante la guerra anglo-francesa.
De 1698 a 1699 la Compañía Escocesa de Comercio a África y las Indias amenazó los puertos atlánticos del Darién con dos expediciones fallidas para fundar Nueva Caledonia en pleno reino de Tierra Firme. 
A finales del siglo XVIII siguieron intentos de establecimiento de población en los territorios de las Trece Colonias británicas. Stuart Town, fundada en 1684, fue considerada una amenaza anexionista y fue desmantelado en 1686 por una expedición española desde el fuerte de San Agustín. A partir de 1683 el gobernador ausente Robert Barclay importó mano de obra barata de origen escocés en East Newark. En 1735 se fundó Darien (Georgia, EEUU) con colonos escoceses.
Lista de posesiones:
- Nueva Escocia e isla del Cabo Bretón (Canadá)
- Dentro de las Trece Colonias británicas: East Newark (Nueva Jersey), Stuarts Town y Darien/Nueva Iverness (Estados Unidos)
- Nueva Caledonia (Panamá)

### Colonización hospitalaria
Los Caballeros de Malta estaban integrados por un amplio número de aristócratas franceses, influyentes en el desarrollo de la colonización francesa en Nueva Francia, actual Canadá y Estados Unidos. Sin embargo, en 1635 el Gran Maestre Antoine de Paule rechazó el proyecto de Isaac de Razilly para establecer un priorato en Acadia (Canadá).  
En 1627 la isla de San Cristóbal se repartió entre Inglaterra y Francia. En 1648 Phillippe de Longvilliers de Poincy firmó el tratado de Concordia para el reparto de la isla de Saint Martín entre Francia y Provincias Unidas. En 1651 el Gran Maestre Juan de Lascaris-Castellar promovió la compra de las colonias francesas de Saint-Christophe, junto con las dependencias de Saint Croix, Saint Barthélemy y Saint Martin a la Compañía de las Islas de América. Con el empleo de esclavos de Senegambia (Senegal), traídos por la Compañía Neerlandesa de las Indias Occidentales, Longville cultivó principalmente azúcar y tabaco. San Bartolomé fue abandonado tras un ataque caribe, con un nuevo intento de colonización en 1664. Además, una revuelta expulsó a la Orden de Saint Croix en 1657. Ante la falta de rentabilidad de las colonias por la imposibilidad de control del territorio, en 1665 la Orden las revendió a Compañía francesa de las Indias Occidentales, sucesora de Compañía de Islas de América.
Lista de posesiones:
- Colonia francesa de Saint Kitts (San Cristóbal y Nieves)
- Colonia francesa de San Martín (San Martín, Francia)
- Saint Barth (San Bartolomé, Francia)
- Saint Croix (Islas Vírgenes de los Estados Unidos, Estados Unidos)

### Colonización curlandesa
El ducado de Curlandia, vasallo de la república de las Dos Naciones, estableció una colonia en la isla de Tobago (Trinidad y Tobago) con el apoyo de Países Bajos en época del duque Jacob Kettler. La colonia de Nueva Curlandia existió entre 1654 y 1659, y de nuevo entre 1660 y 1689, estando la isla repartida entre Curlandia y la colonia holandesa de Nueva Walcheren. Durante la ocupación curlandesa fueron llevados a Tobago 4.500 esclavos de la colonia curlandesa de la isla Kunta Kinteh (Gambia) para el comercio triangular. En 1689 fue vendida a Ingaterra.
Lista de posesiones:
- Nueva Curlandia (Tobago, Trinidad y Tobago)

## Efectos sobre la población indígena
Las enfermedades de origen asiático y africano, como la viruela que se originó en África o Asia,la peste en Asia,el cólera en Asia, la gripe en Asia,la malaria en África y Asia,el sarampión viene de la peste bovina en Asia,la tuberculosis en Asia,la fiebre amarilla en África,la lepra en Asia, la fiebre tifoidea en África,la sífilis en América y África,el herpes en África,el zika en África;fueron introducidas en América desde el Viejo Mundo a partir de los primeros contactos entre los indígenas y los europeos.
En cuanto a la propagación de las enfermedades procedentes del Viejo Mundo se puede destacar la mortandad producida por la viruela y el contagio del sarampión y las paperas, entre otras.Las epidemias de los siglos XVI y XVII de viruela, tifus, gripe, difteria y sarampión afectaron al conjunto de la población americana dadas las condiciones de higiene y sanidad vigentes en la época.
Además, el proceso de conquista de los territorios llevó aparejado una sucesión de acciones bélicas y de alianzas con los reinos y pueblos indígenas, alterando la estructura de poder vigente hasta la llegada de los europeos en favor de estos últimos. Aunque hubo intentos de resistencia a la colonización como la revuelta de los Pueblo (1680), la superioridad bélica europea supuso el control del territorio.Hay estudios que afirman que el 90% de los indígenas de Hispanoamérica perecieron por las enfermedades, pero en mayor medida por guerras de conquista y la esclavitud.

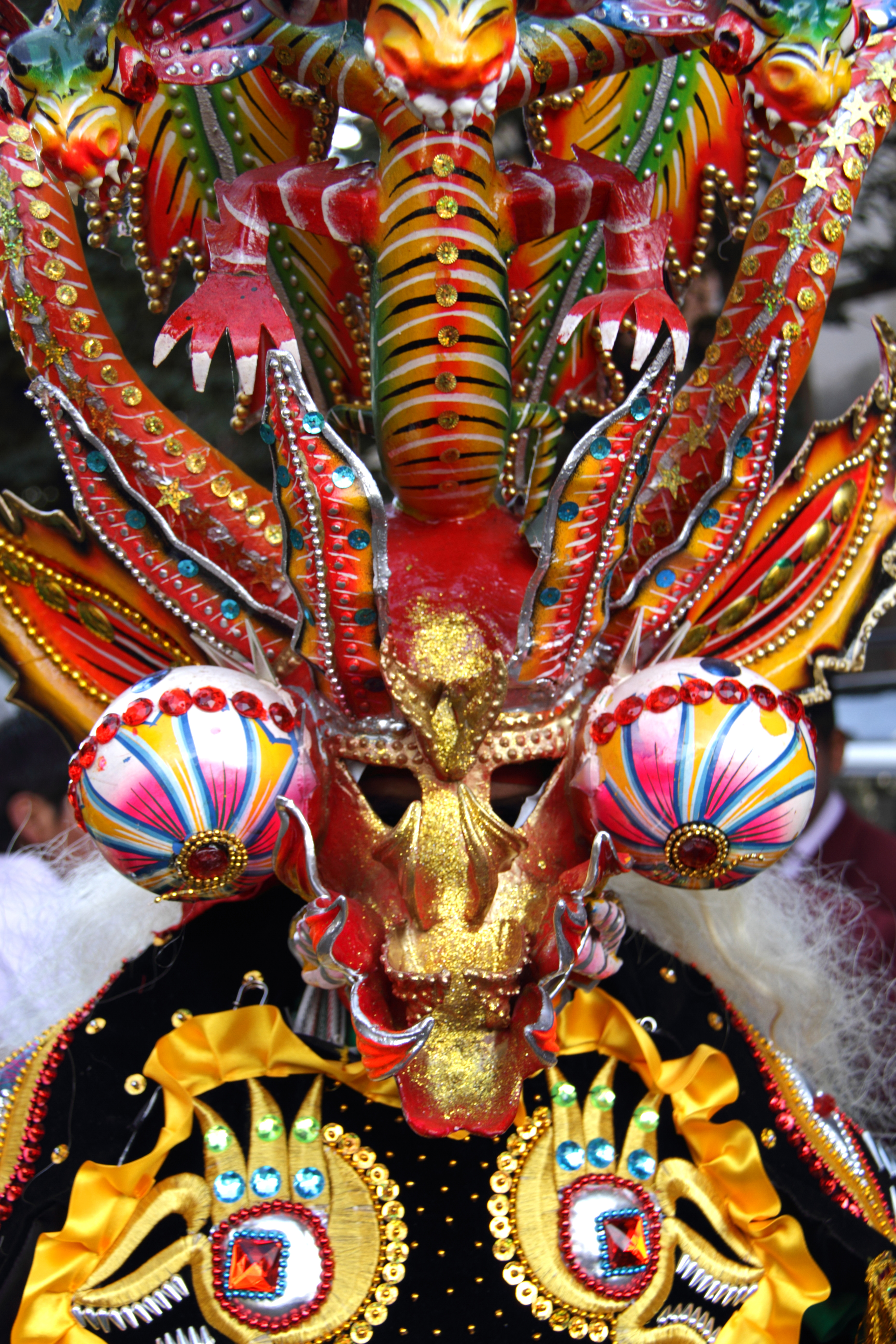
Carnaval de Oruro en Bolivia

El alcance de la mortandad debido a enfermedades y el sometimiento de la población indígena de América en estos años es objeto de estudio y varía en función de las fuentes, llegando algunos autores a afirmar que provocó la práctica aniquilación de los indígenas del continente o un cambio en el clima. La cifra de la población del conjunto del continente americano antes de la colonización europea varía en función del estudio, existiendo estimaciones actuales de 50-60 millones a a 100 millones de habitantes.  

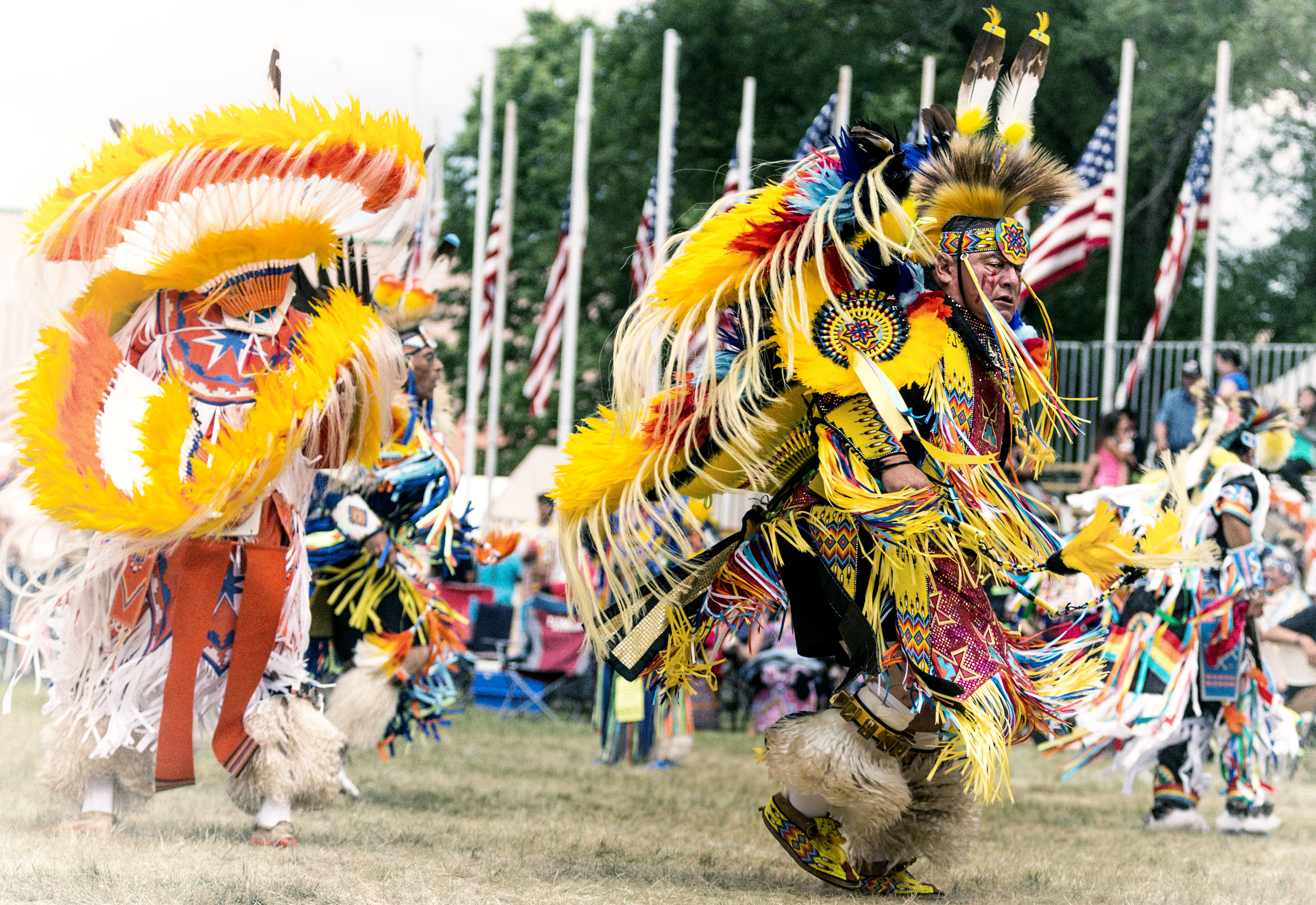
Powwow en Minnesota, EE. UU.

En Hispanoamérica, los reyes concedieron encomiendas a los conquistadores y sus aliados en pago de los servicios a la Corona. Este sistema fue sucedido por el de repartimientos de indios a finales del siglo XVI. Ambos eran semejantes a los señoríos territoriales y jurisdiccionales vigentes en España hasta su abolición el siglo xix. Los reyes de España promovieron las pioneras Leyes de Burgos (1512-13) y las Leyes Nuevas (1542) que prohibían la esclavitud de los indígenas americanos, que no el vasallaje, el trabajo manual forzoso, el pago de tributos o la existencia del sistema de clases, al igual que sucediera con los vasallos españoles europeos.
La población indígena estuvo sometida a esclavitud cuyo alcance y duración en el tiempo varía función de la potencia colonizadora. Además, en ocasiones los indígenas también poseían y comerciaban con esclavos indígenas como en el caso de los comanches durante el siglo XVIII. Sin embargo, en el conjunto de América, en el siglo XVIII el trabajo esclavo indígena era menos frecuente por la presencia masiva de esclavos africanos. La esclavitud de los indígenas, sin embargo, se extendió hasta el siglo XIX durante la fiebre del oro estadounidense con las leyes de Traslado Forzoso de los Indios (1830) o la ley para el Gobierno y Protección de los Indios (1850) de EE. UU. que legalizaban la esclavitud indígena, vigente hasta 1936.
La segregación y mestizaje de los pueblos indígenas con respecto a los europeos y africanos fue desigual en función de la potencia colonizadora, constituyendo las reservas indias a partir del siglo XVIII en Norteamérica un exponente de segregación y la población de Hispanoamérica un exponente de mestizaje, con figuras como Martín Cortés Malintzin o los integrantes de la casa de Borja-Loyola Inca.

## Establecimiento de población afroamericana

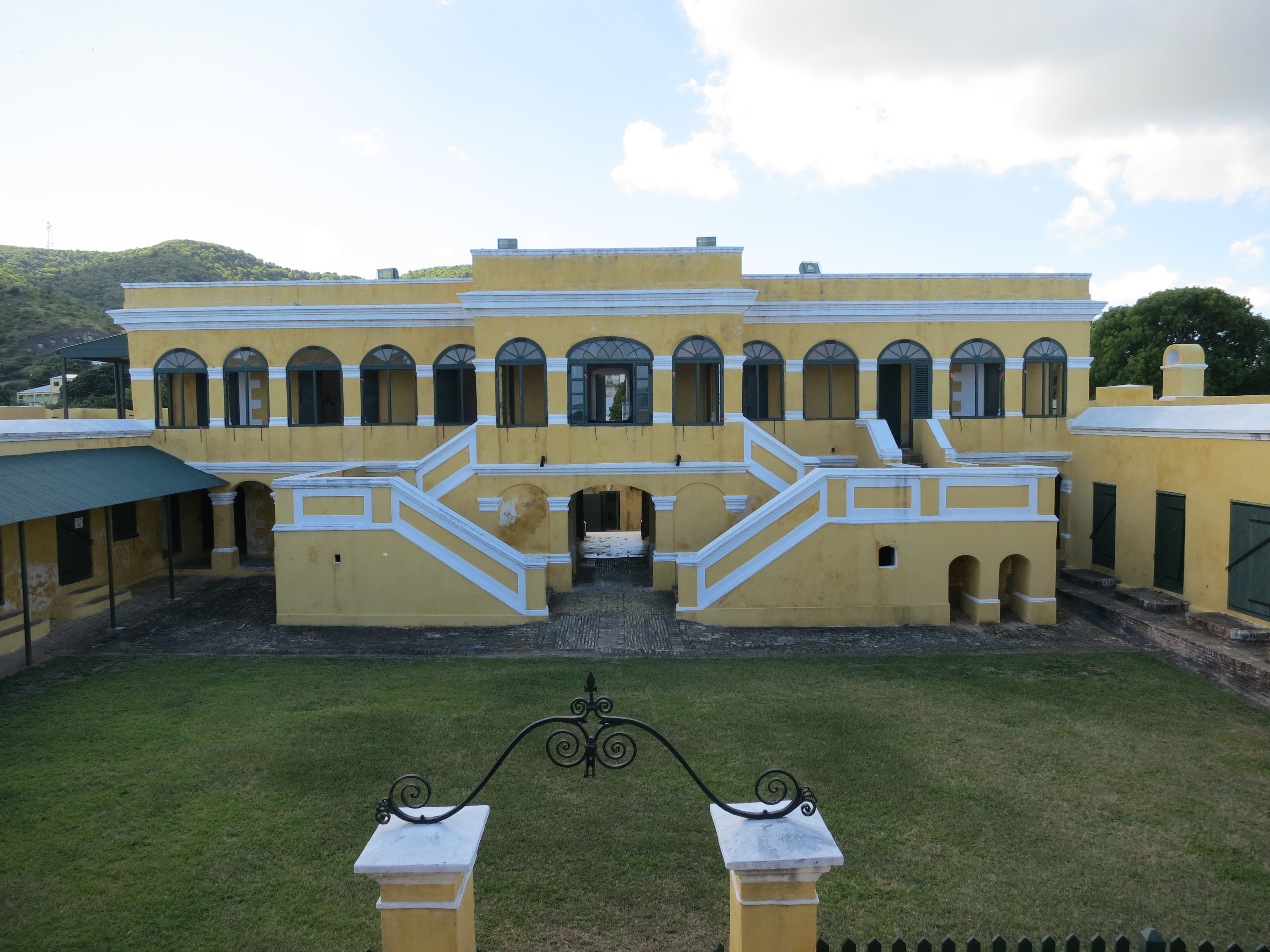
Fuerte Christiansted (1749), en isla Santa Cruz (Islas Vírgenes de EE. UU.)

El comercio triangular trajo a América 12,5 millones de personas desde África en condiciones de esclavitud.La duración en el tiempo y la dimensión en cifras de este comercio de esclavos se debió a alianzas entre las élites africanas, los agentes comerciales o negreros, y comerciantes europeos.Hasta el siglo XIX los principales comerciantes de esclavos negros fueron ingleses, portugueses, franceses y holandeses. En Hispanoamérica el comercio de esclavos negros se licitaba a través del asiento de negros. Las principales procedencias eran las áreas de influencia del golfo de Guinea, cabo Verde y canal de Mozambique.

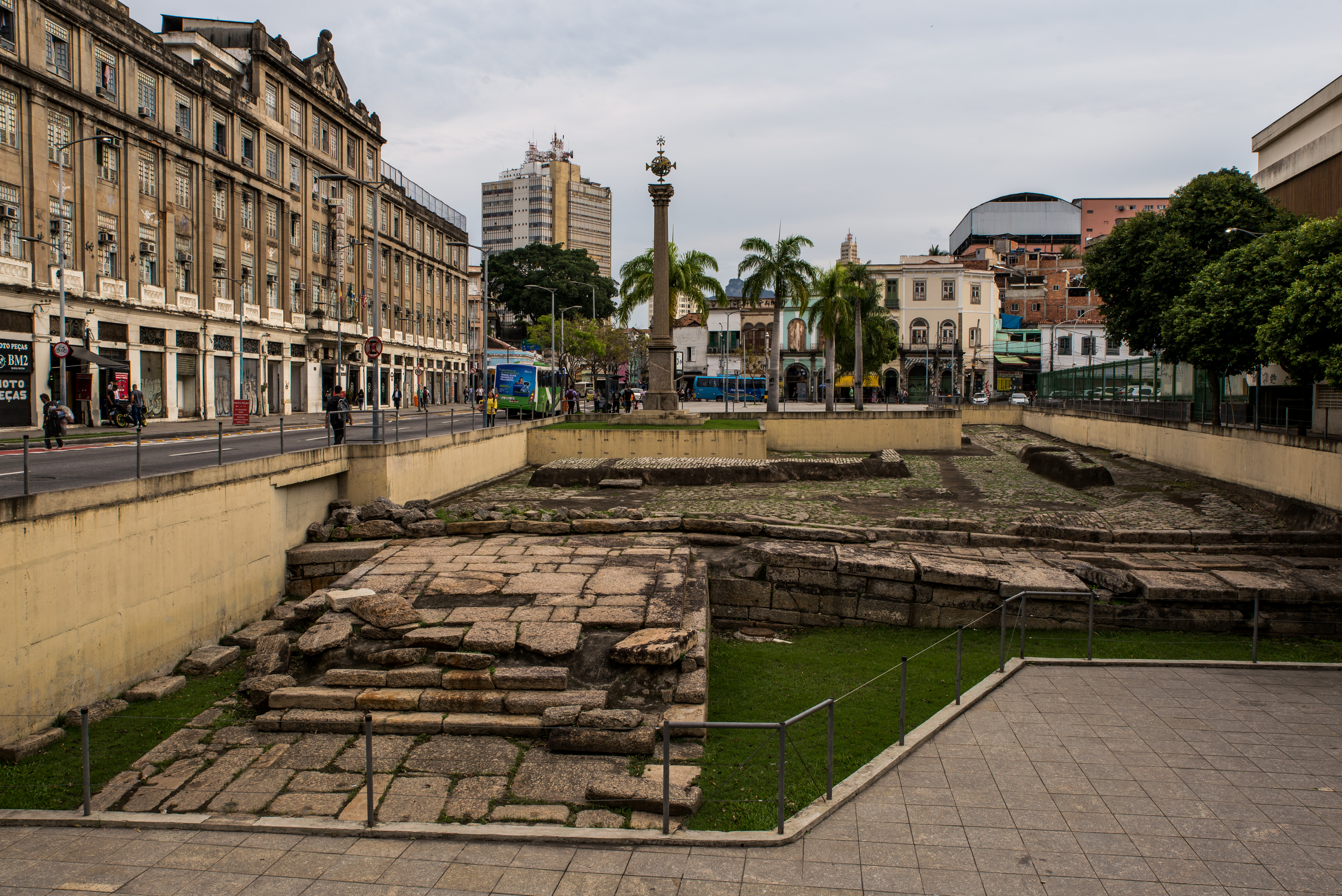
Sitio arqueológico del muelle de Valongo, Río de Janeiro (Brasil)

El rigor de las condiciones de esclavitud varió en función de la potencia colonizadora, siendo más duras en las colonias inglesas, portuguesas y francesas (code Noir) y, después, en EE.UU. Algunas de las rebeliones fueron la haitiana, jamaicana, la de Nat Turner o la de Gabriel Prosser. En Hispanoamérica, la raza en sí no implicaba limitaciones en derechos civiles o sociales, siendo frecuentes los matrimonios mestizos. Algunas de las rebeliones de cimarrones fueron las de Bayano, el Negro Miguel o Domingo Biohó. La esclavitud de negros en el imperio español fue abolida con la emancipación de las naciones americanas, siendo Cuba la última en abolir la esclavitud en 1886.

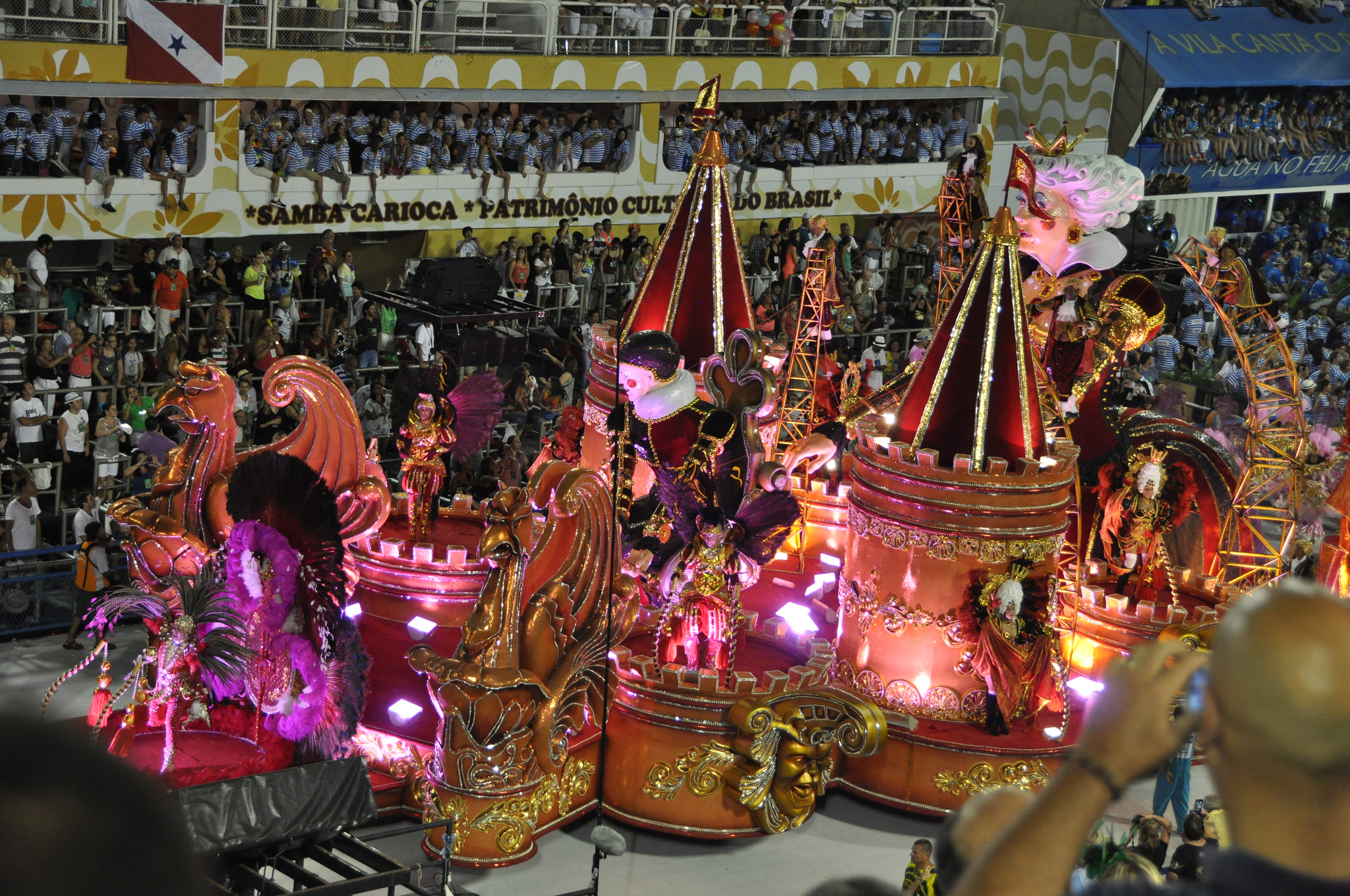
Samba en el Carnaval de Brasil

En la actualidad los países con mayor proporción de población de origen africano son antiguas colonias situadas en países del Caribe, con porcentajes superiores al 90 % en el caso de antiguas colonias inglesas y francesas. En Estados Unidos se importaron un estimado de 600.000 esclavos africanos, es decir, el 5% de los 12 millones de esclavos traídos de África.El modelo de colonización basado en la explotación agraria, siendo el cultivo principal la caña de azúcar, suponía el uso intensivo de mano de obra esclava. 

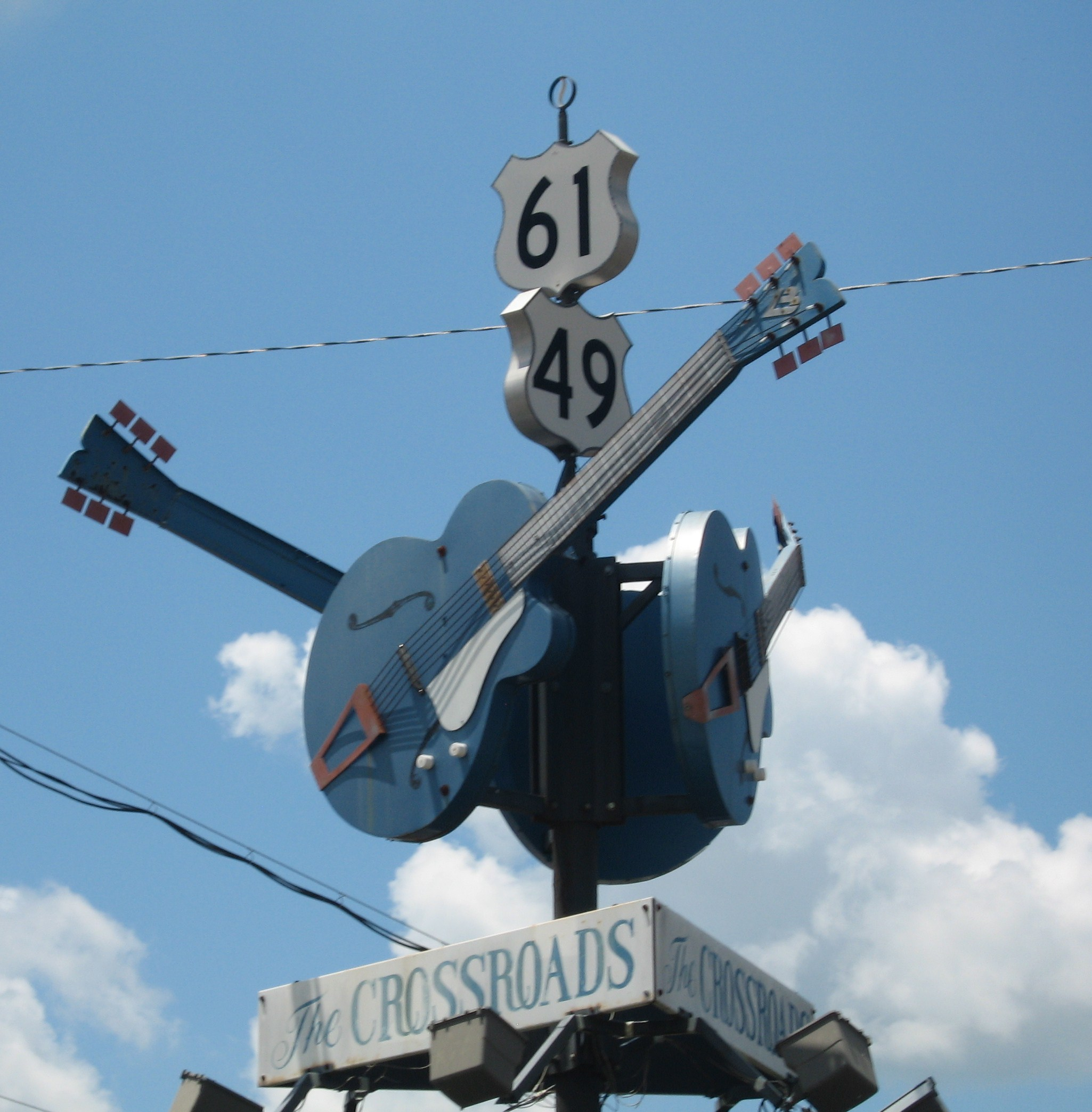
Escultura a Robert Johnson, Rey del Delta Blues (Misisipi, EE. UU.)

Algunos de los testimonios de la cultura africana en América son la música candombe, reggae, samba, bossa nova, blues o jazz y los instrumentos musicales de la conga, bongó o clave. 

## Intercambio colombino

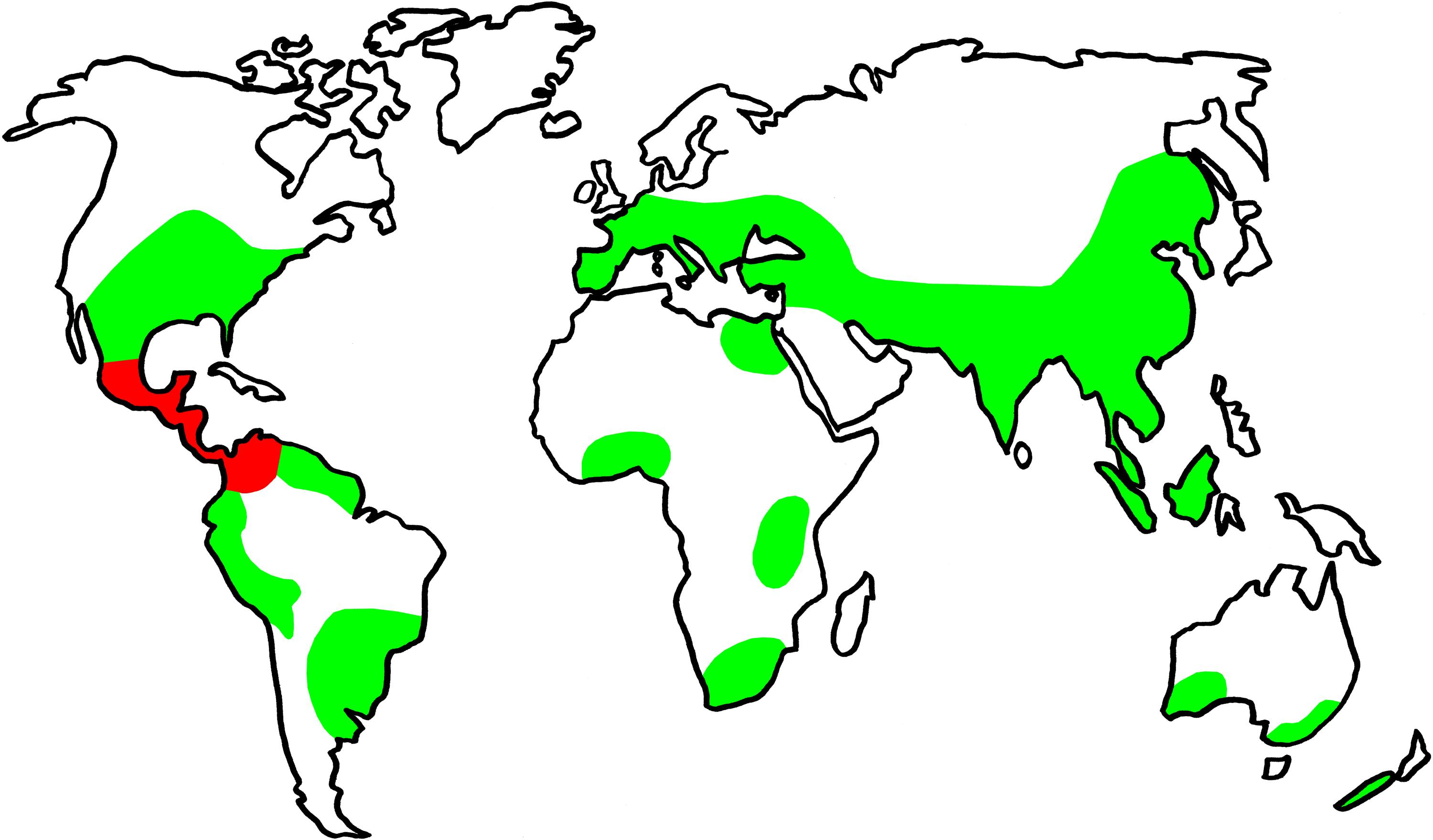
Expansión del cultivo del maíz americano

La época posterior a 1492 se conoce como el periodo del Intercambio colombino. Supone la introducción de especies animales nuevas y la difusión a nivel mundial de plantas endógenas. Las especies animales introducidas fueron perros, bueyes, caballos, gallinas, ovejas, conejos, burros o cerdos. Las especies vegetales fueron, por ejemplo, la cebada, trigo, olivo, vid, algodón, caña de azúcar, arroz o café. Entre las especies endógenas de América se encuentran la patata, maíz, girasol, tabaco, cacao, tomate, palo de campeche, palo brasil, piña o vainilla.   
Además, el intercambio colombino supone la difusión de las lenguas europeas en el continente americano y los americanismos en las lenguas europeas. Las lenguas más habladas en la actualidad son el español, inglés, portugués, seguidas en menor medida del francés y neerlandés. La pervivencia hasta la actualidad de idiomas indígenas americanos de relativo gran uso, como el quechua, guaraní, mapudungún o náhuatl se sostuvo en su gran peso demográfico y amplia difusión que tuvieron respecto otros idiomas prehispánicos dentro del continente, lo que motivó a estudiosos españoles, sobre todo misioneros que tenían interés en dominar las lenguas con el fin de aculturar paulatinamente a las respectivas poblaciones, a publicar obras detalladas como Gramática o arte de la lengua general de los indios de los reinos del Perú o establecer la primera cátedra de quechua en 1576. Sólo en Brasil se hablan en la actualidad unos 150 idiomas indígenas, entre los que los más usados en ese país son el tikuna, el guaraní kaiowá, el kaingang, el xavante y el yanomami, que en muchos casos han subsistidos en contextos de relativo aislamiento geográfico. En EE. UU. el navajo es la lengua indígena más empleada con mayor presencia en los estados de Arizona y Nuevo México en los territorios que pertenecieran a la Nueva España. En Canadá subsisten también diversos idioma indígenas, entre las que destacan el cree con más de 120.000 hablantes, las lenguas algonquinas (más de 100.000) y el iInuktitut, que es la más hablada de las lenguas de los pueblos inuit.

## Evangelización de América
La colonización europea supuso la evangelización, es decir, difusión del cristianismo en América, siendo la rama católica propia de Hispanoamérica, imperio Portugués y Francés y el protestantismo calvinista en el imperio Neerlandés, o anglicano en el imperio Inglés.El cristianismo es la religión predominante en América. En número, Brasil es el país con más cristianos de América, EE. UU. el de mayor número de cristianos practicantes y Colombia el de mayor proporción de cristianos en su población. 

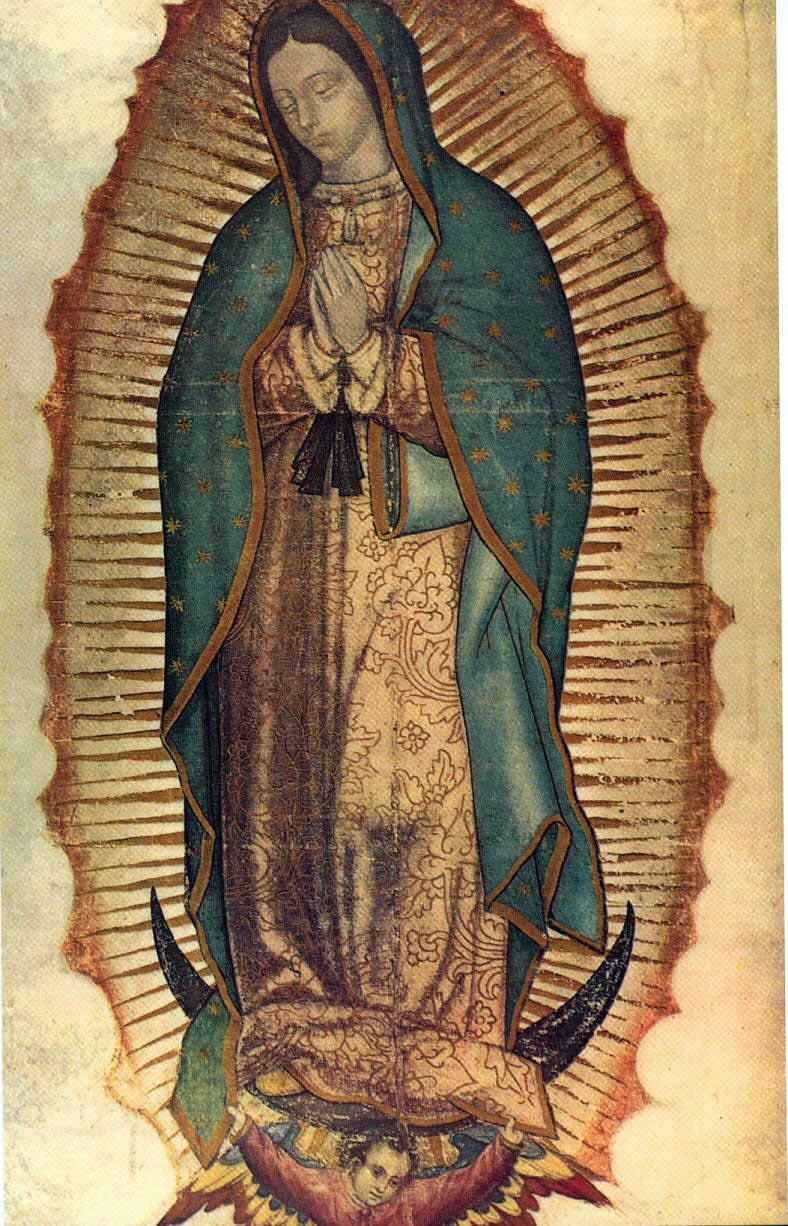
Nuestra Señora de Guadalupe, patrona de América y México.
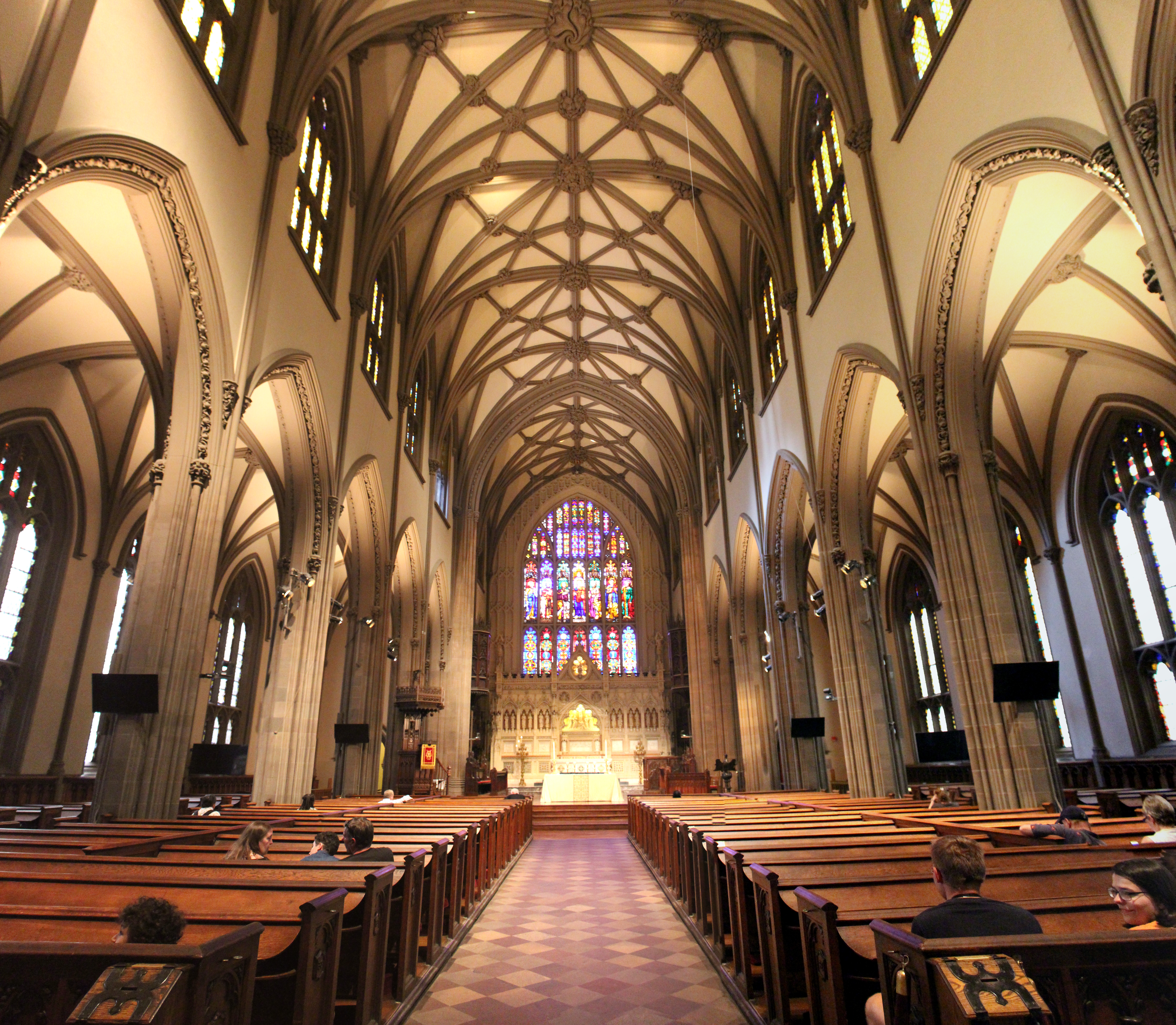
Iglesia de la Trinidad (Manhattan), EE.UU.
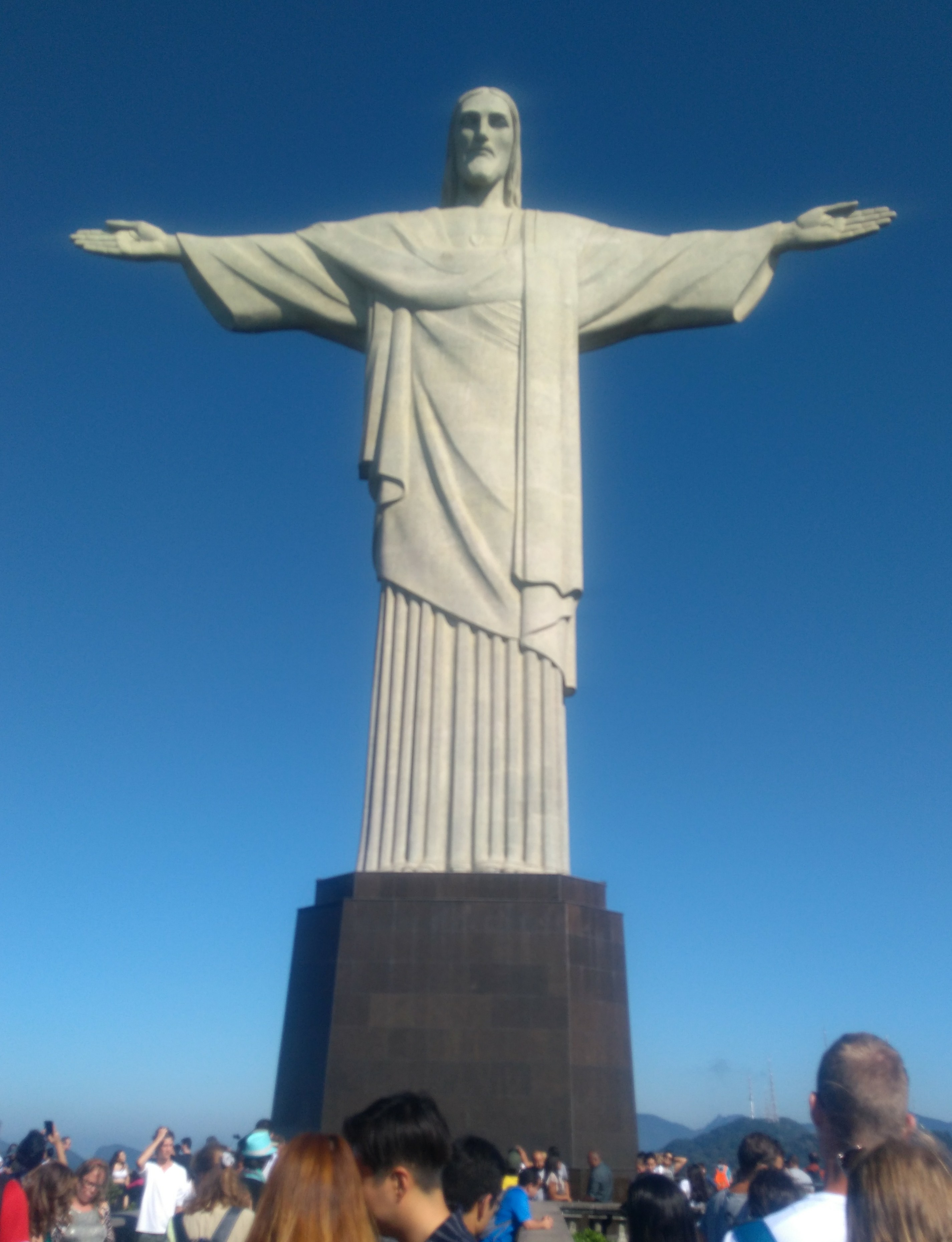
Cristo Redentor en Río de Janeiro, Brasil
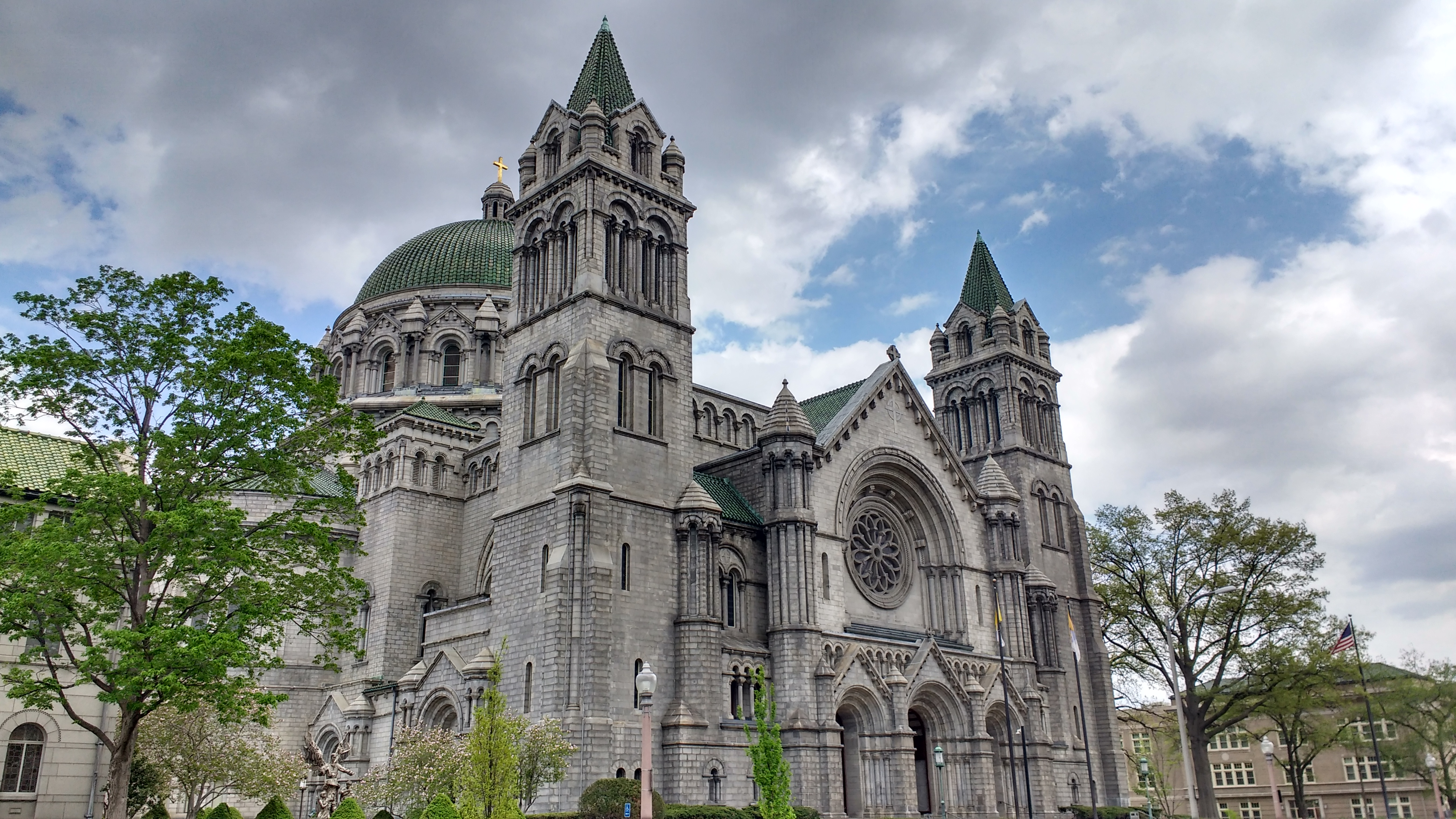
Catedral basílica de San Luis (San Luis), EE.UU.